# Kathedrale von Metz

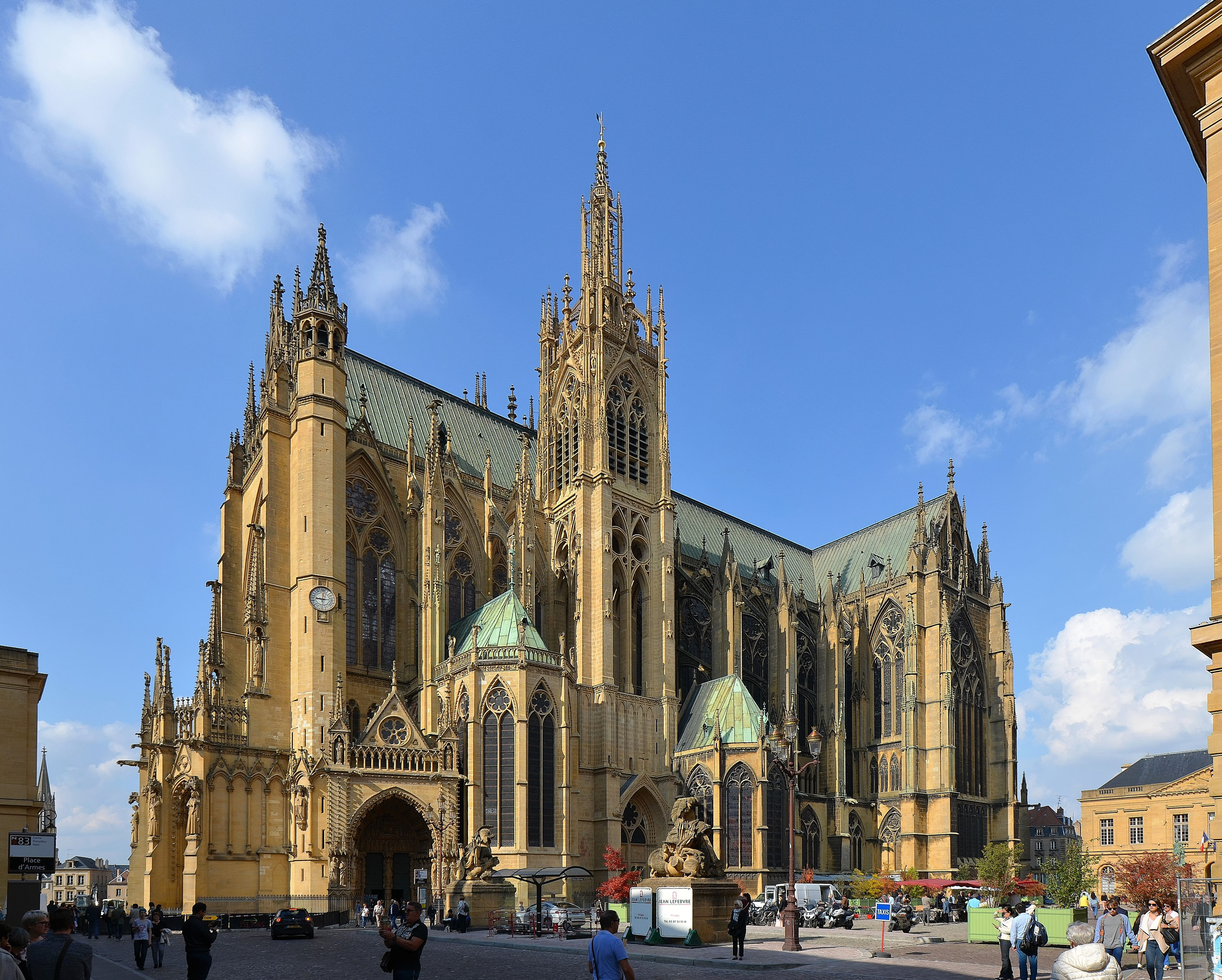
Metzer Dom

Der Dom St. Stephan zu Metz (französisch Cathédrale Saint-Étienne de Metz), kurz der Metzer Dom (Cathédrale de Metz), ist ein römisch-katholischer Sakralbau in der lothringischen Stadt Metz. Er wurde in den Jahren 1220 bis 1520 errichtet und gilt als eines der schönsten und größten gotischen Kirchengebäude in Frankreich. Mit mehr als 41 Meter Gewölbehöhe hat der Metzer Dom nach den Kathedralen von Amiens und Beauvais den dritthöchsten Innenraum; die Fläche seiner Glasmalereien ist mit etwa 6500 m² die größte in einer französischen Kathedrale, daher sein umgangssprachlicher Name La lanterne du Bon Dieu („die Laterne des Lieben Gottes“). Er ist damit auch eines der Meisterwerke des Gothique Rayonnant. Der Dom ist die Bischofskirche des Bistums Metz. Seit 1930 steht er als Monument historique („historisches Denkmal“) unter Denkmalschutz.

## Geschichte

### Das Stephanusoratorium (5.–10. Jahrhundert)
Metz, eine alte gallische Stadt, wurde im 3. Jahrhundert Bischofssitz. Wie man aus einem Abschnitt der „Geschichte der Franken“ (Decem libri historiarum) des Gregor von Tours erfahren kann (lib. II, c. 6), war ein dem heiligen Stephan geweihtes Oratorium das einzige Gebäude der Stadt, das der Plünderung durch die Hunnen am 7. April 451 entging.
Der „wunderbaren Auffindung“ der Reliquien des Erzmärtyrers in Jerusalem im Jahr 415 war ein Aufschwung des Kultus des Heiligen im Westen gefolgt. Mehrere andere französische Kathedralen sind ihm ebenfalls geweiht (Agen, Auxerre, Besançon, Bourges, Cahors, Châlons-en-Champagne, Limoges, Meaux, Sens, Toul, Toulouse) und tauchen zumeist im 5. Jahrhundert auf.
Gegen 784 schrieb Paulus Diaconus, ein Benediktiner aus der Lombardei, der sich am Hof Karls des Großen aufhielt, eine Geschichte der Bischöfe von Metz, nach der Pippin der Jüngere Bischof Chrodegang finanziell half, Arbeiten an Altarbaldachin, Kanzel, Presbyterium und Chorumgang zu realisieren. Über die Baugestalt des Stephanusoratoriums ist daraus kaum etwas zu entnehmen.

### Die ottonische Basilika
Erst von dem in ottonischer Zeit begonnenen Neubau kennen wir wenigstens den Grundriss. Seine Hauptachsen decken sich mit denen des gotischen, heute bestehenden Baus.
Bischof Dietrich I. veranlasste zwischen 965 und 984 diesen Neubau mit finanzieller Hilfe der Kaiser Otto I. und Otto II. Es war eine dreischiffige Basilika mit Querhaus, drei Apsiden und der Krypta unter dem heutigen Chor. Die neue Basilika wurde unter Bischof Dietrich II. von Luxemburg vollendet und 1039/1040 geweiht. Der Bau steht wie schon sein Vorgänger nicht in Ost-West-Richtung, sondern ist am antiken Straßennetz der Stadt ausgerichtet (siehe unten). Der Chor zeigt ungefähr nach Norden, genauer: nach Nordnordost.
1186 wurde an die Südseite der ottonischen Basilika die Kollegiatkirche Notre-Dame-de-la-Ronde (St. Maria Rotonda), ursprünglich ein achteckiger Zentralbau angebaut, deren Achse im rechten Winkel zum Längsschiff der Kathedrale stand, so dass ihr Chor ungefähr nach Osten zeigte. Obwohl die beiden Kirchen Wand an Wand standen, bestand zwischen ihnen zunächst keine Verbindung.

### Die gotische Kathedrale

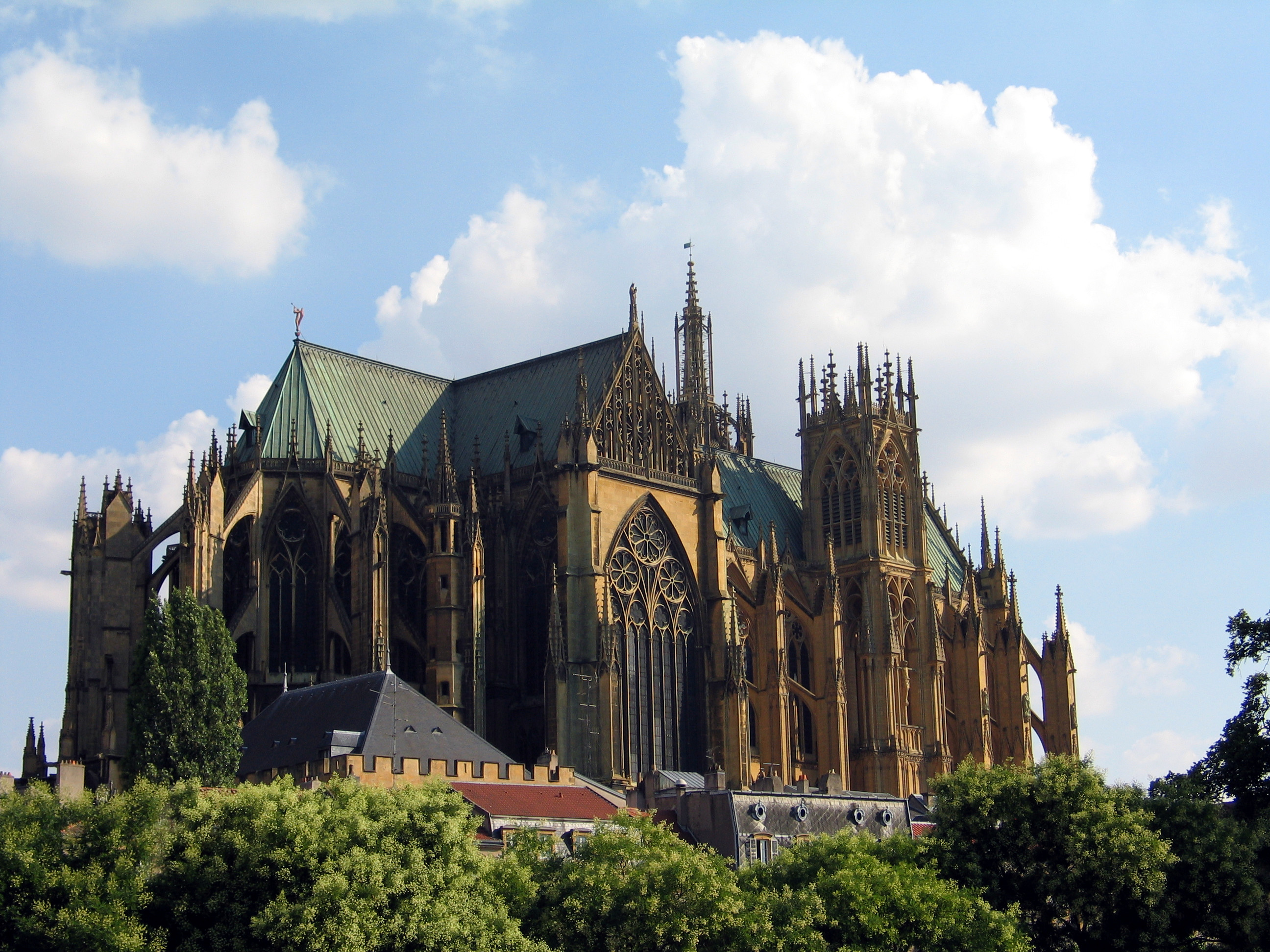
Metzer Dom, Ansicht von Norden

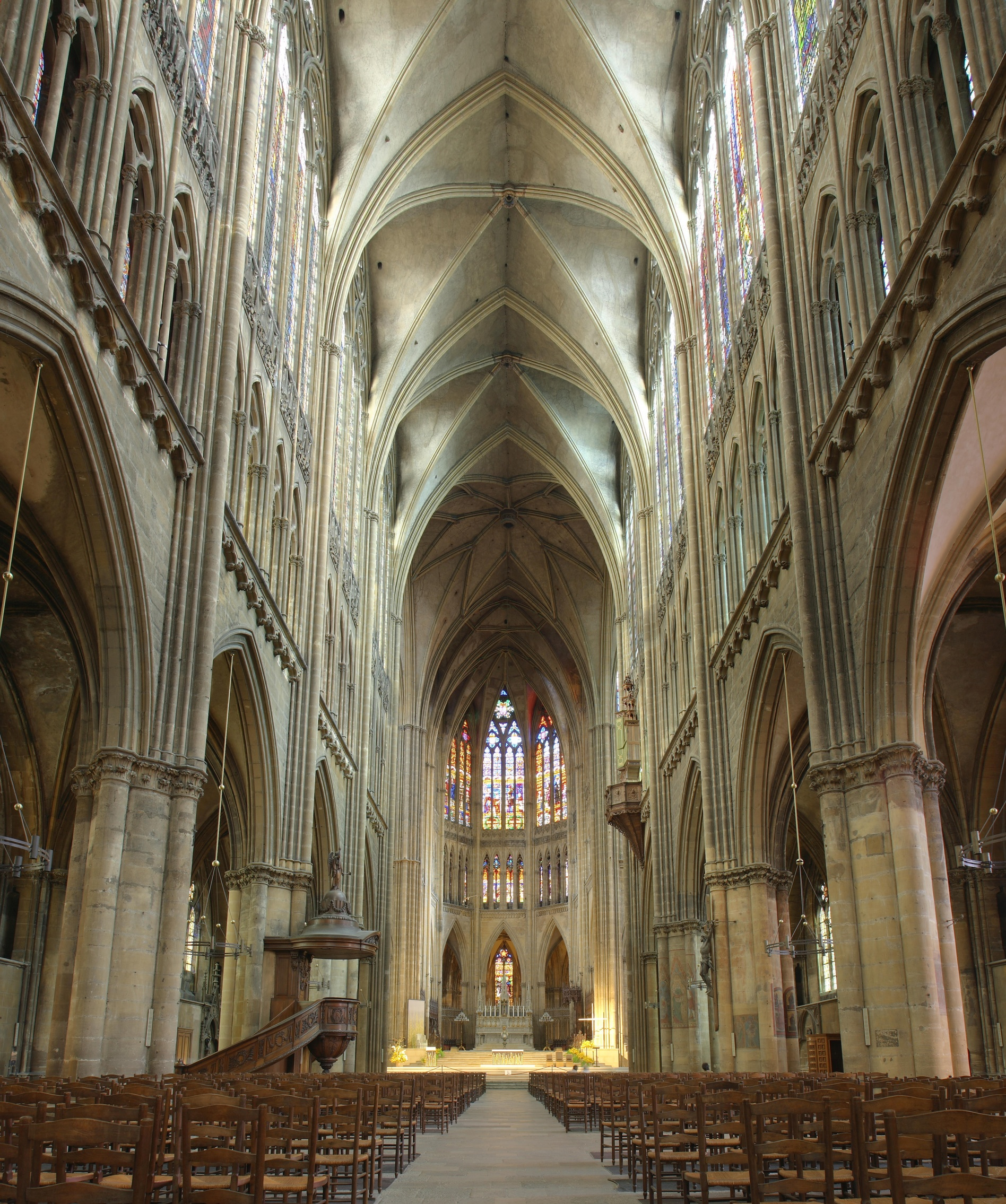
Innenraum

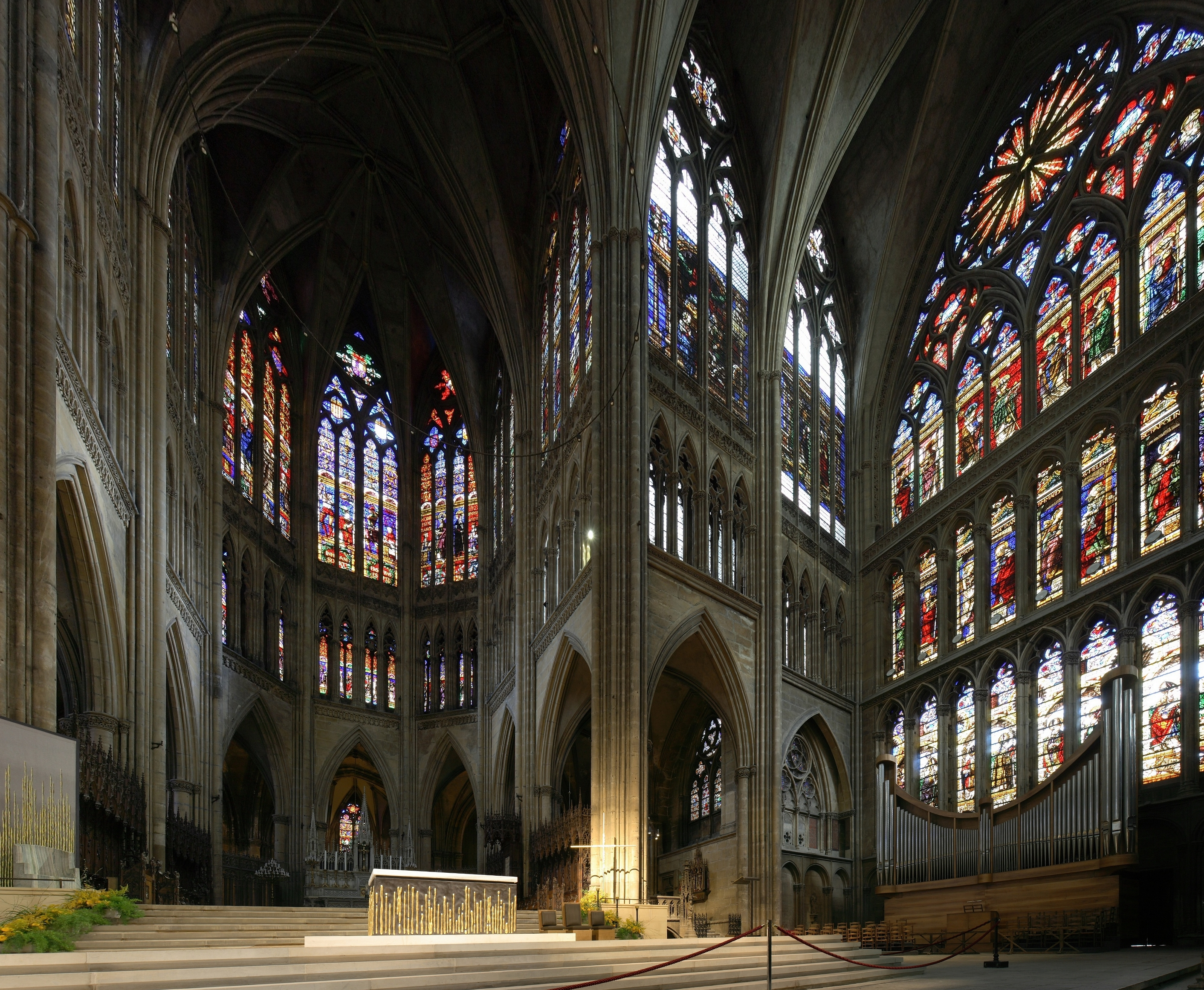
Vierung und Chor

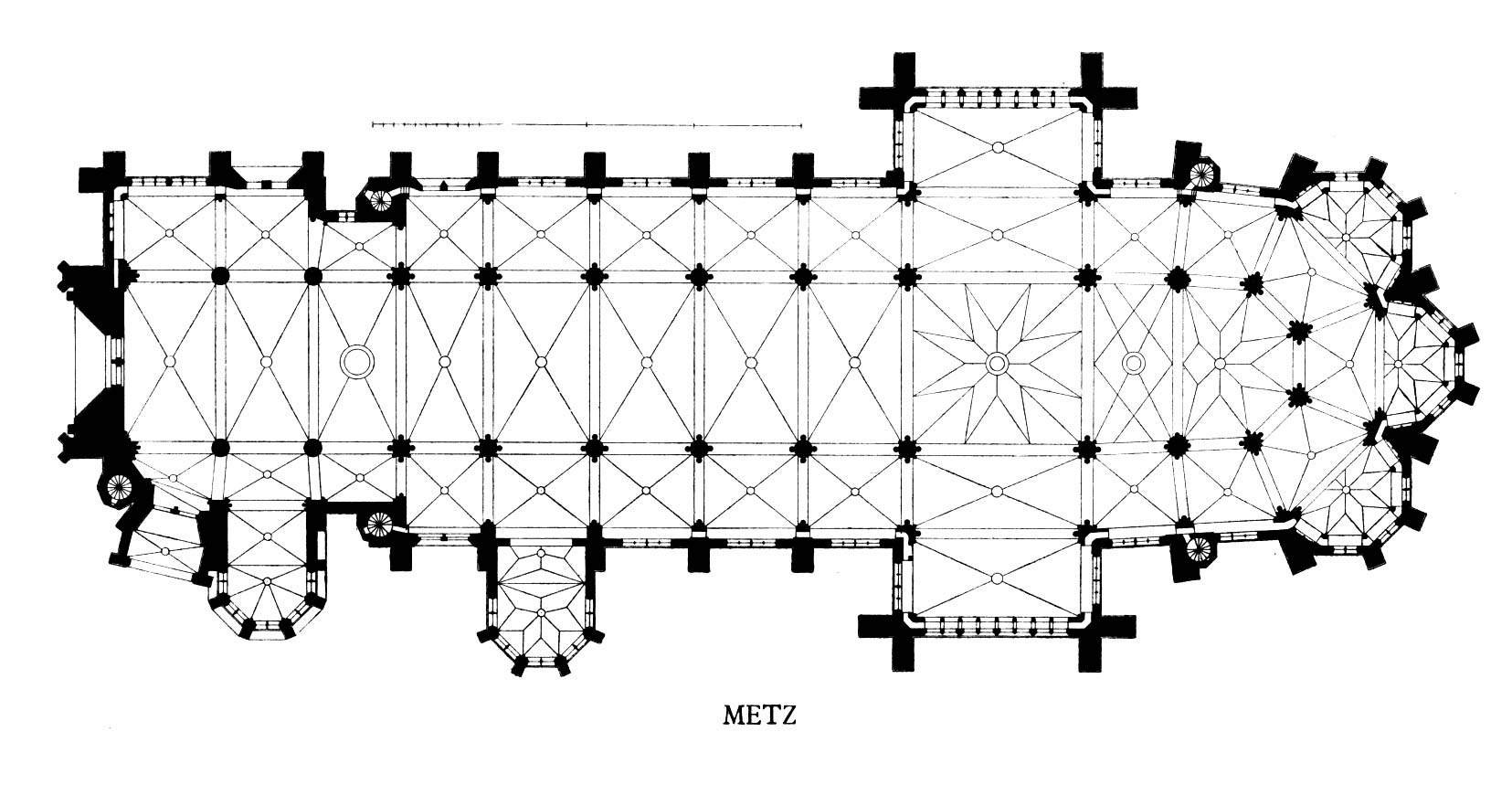
Metzer Dom, Grundriss

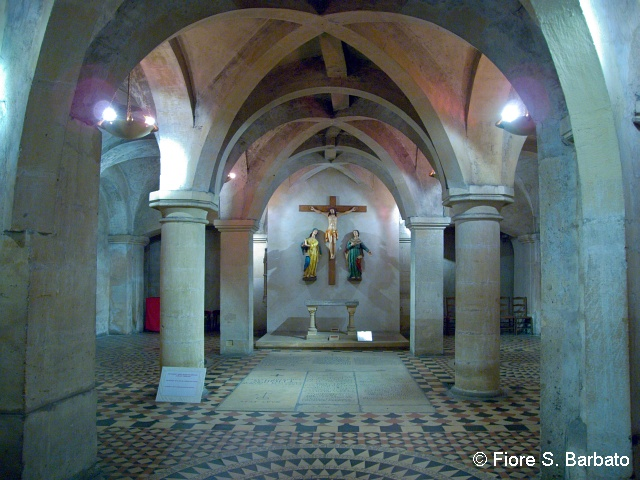
Blick in die Krypta

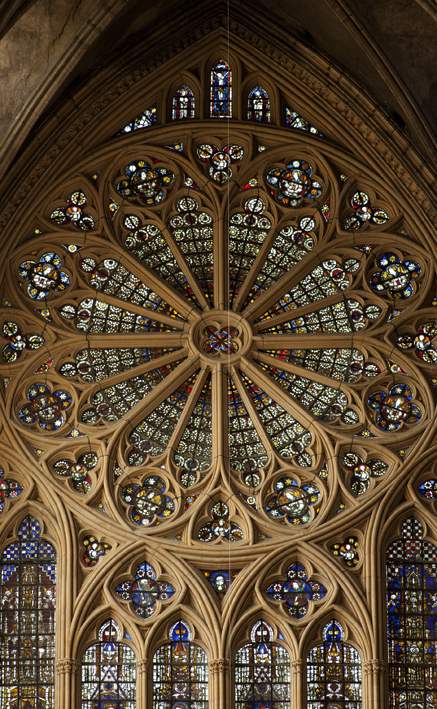
Die große Fensterrose

Bischof Konrad III. von Scharfenberg legte 1220 den Grundstein zum Bau einer neuen, gotischen Kathedrale aus Jaumont-Stein, die auf dem Grundriss der romanischen Vorgängerkirche errichtet wurde. Die Ausführung scheint zunächst gestockt zu haben. Unter Bischof Jakob von Lothringen (1239–1260) wurden die Langhausarkaden und der westliche Turm errichtet, wohl von einem Baumeister aus Reims. Inzwischen war auch die gotische Umgestaltung der Stiftskirche im Gange.
Um die Mitte des 13. Jahrhunderts einigten sich die Kapitel von Dom und Stift, dass die beiden Neubauten in gleichen Formen und Dimensionen, unter einem Dach und nur durch eine Trennwand voneinander geschieden, errichtet werden sollten. 1380 ersetzte man diese Wand durch ein Gitter und seitdem erleben wir heute das Bauwerk als einheitlichen Raum von beeindruckender Länge. Doch sind beide Bauabschnitte gut zu unterscheiden: Zum Dom gehören fünf, zur Marienkirche drei Joche; den Arkadenpfeilern des Doms sind Dienste vorgelegt, die Stiftskirche erhebt sich auf Säulen. Das Triforium ist dagegen bereits einheitlich gestaltet.
Nach Jacobs Tod 1260 scheint es wieder eine längere Unterbrechung gegeben zu haben.
Am Außenbau gut erkennbar sind dieser Bauphase die doppelten Strebebögen und zwei Kapellen zuzuordnen: die Chapelle de Sacre-Coeur, die Bischofskapelle (1441) und die Chapelle du Mont Carmel, ehemals Chorapsis der 1348 geweihten Stiftskirche. Gleich daneben, an der Südostecke des ganzen Baus befindet sich der Haupteingang, seine schräge Position erinnert daran, dass die Stiftskirche ursprünglich ein runder Zentralbau (Rotonde) gewesen war.
Von den um 1240–1250 für das Portal dieser Marienkirche geschaffenen Skulpturen hat die Revolution von 1795 wenig verschont. Einige Figuren sind zurzeit außen an der Langhausostwand hinter Glas aufgestellt, anderes befindet sich im Museum.
Zwischen 1326 und 1380 stellte der Baumeister Pierre Perrat (dessen Grabmal man im westlichen Schiff findet) das Langhaus fertig und 1381 war auch der nach seiner Glocke, der Mütte benannte Turm bis auf seine Spitze vollendet.
Am Ende des 15. Jahrhunderts standen im Norden immer noch Chor und Querhaus aus ottonischer Zeit. Zwischen 1487 und 1520 ging man auch hier an die Modernisierung. Der linke Querhausarm, die „deutsche“ Kapelle (Notre-Dame la Tierce) wurde 1486, der rechte, die Nikolauskapelle, 1504 begonnen; 1497 ersetzte man die alten Chortürme durch schlanke Treppentürmchen und 1503–1520 baute man den Umgangschor mit seinen drei Kapellen. Spätere Gesamtweihen von 1540 und 1552 zeigen, dass, wie so oft, ein Kathedralbau nie endgültig vollendet ist.
In Metz lieferte Valentin Bousch aus Straßburg 1521 bis 1539 der Kathedrale Glasmalereien, die sich den Werken des 1392 gestorbenen Hermann von Münster würdig anschließen.
Nach Fertigstellung der Kathedrale wurde die trennende Wand zur mittlerweile ebenfalls gotisierten Kollegiatkirche abgetragen. Aus diesem Grund hat die Kathedrale kein westliches Hauptportal, sondern nur zwei Seitenportale unterhalb der beiden Türme. Auch die ungewöhnliche Lage der Türme ist so zu erklären: Sie markieren das Ende des Hauptschiffes der Kathedrale, dort wo sie auf die ältere Kapelle stößt. Als Hauptportal diente das schräg zur Hauptachse der Kirche angelegte Portal am Ende des südöstlichen Langhauses zum Place d’Armes hin.

### 18. Jahrhundert

Metzer Dommodell, Die Kathedrale und ihre Umgebung um das Jahr 1750
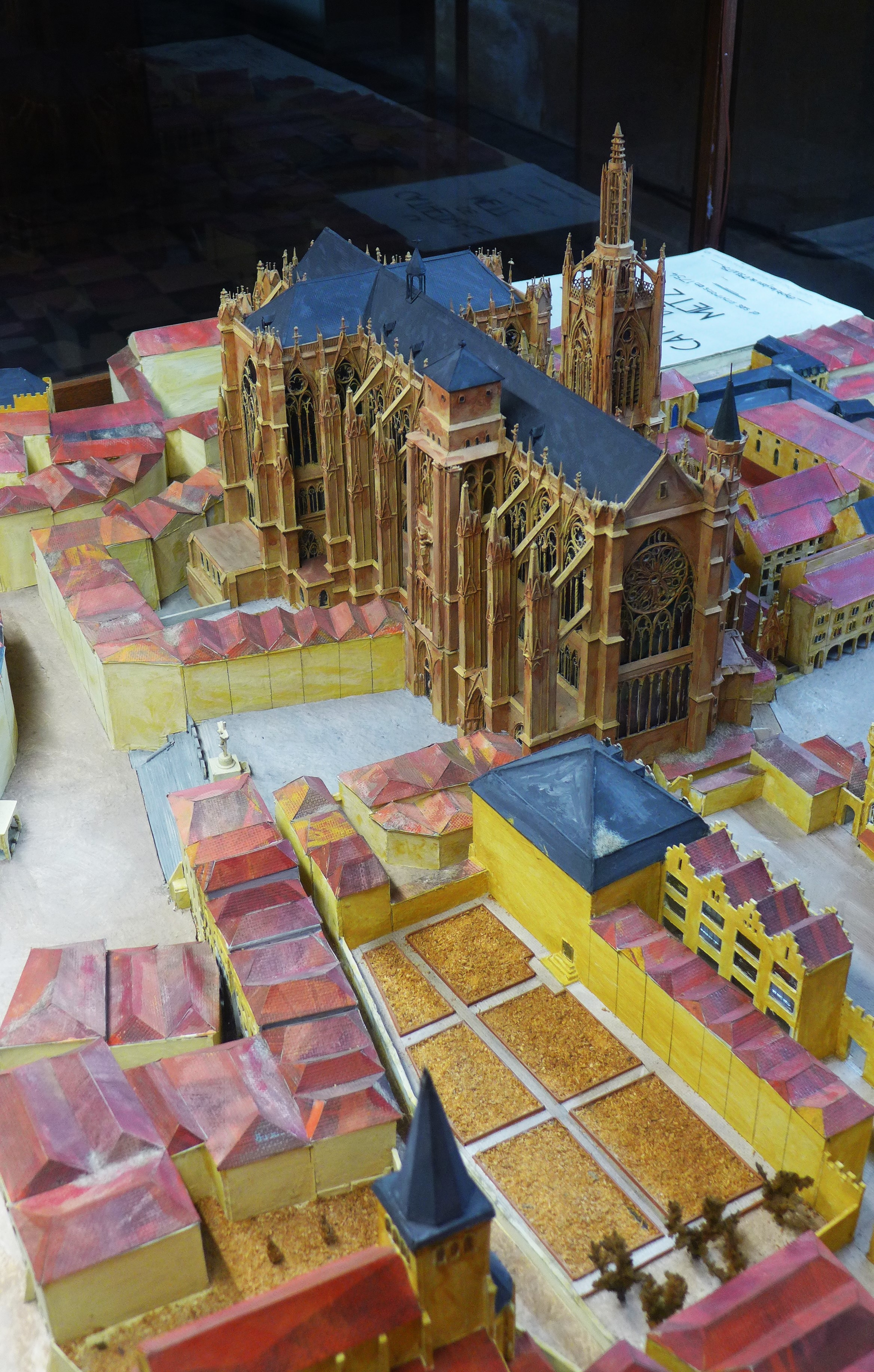
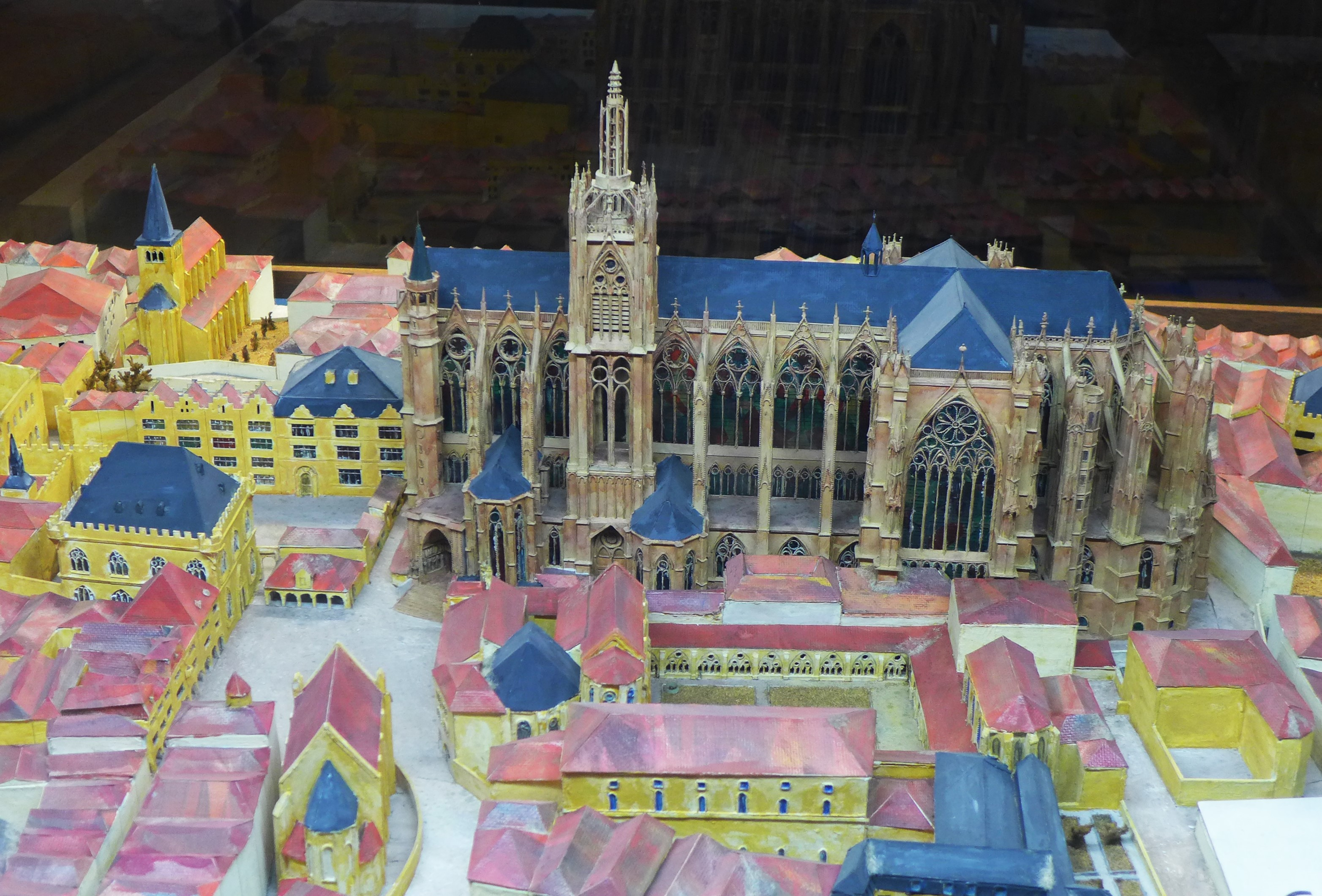
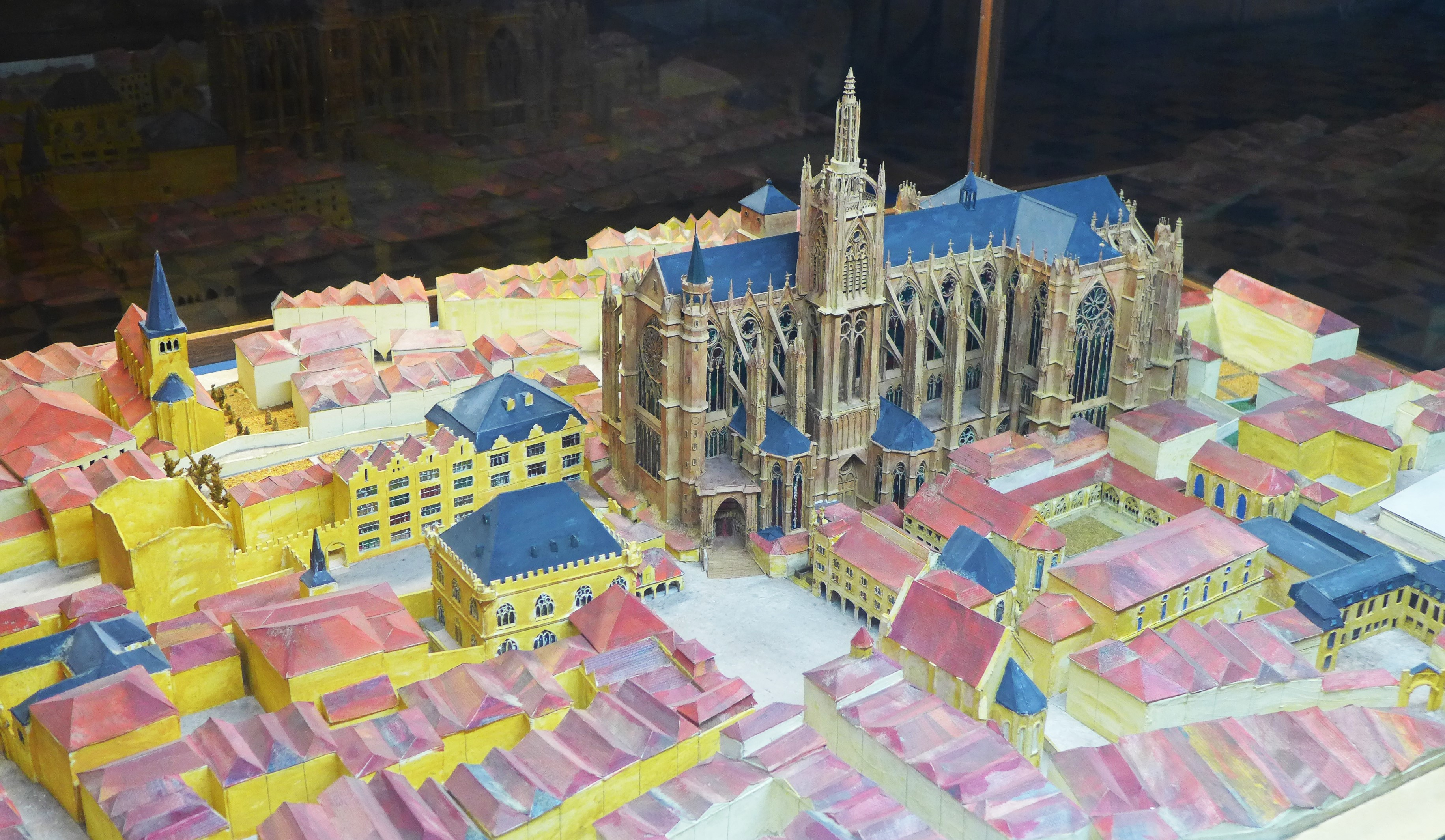
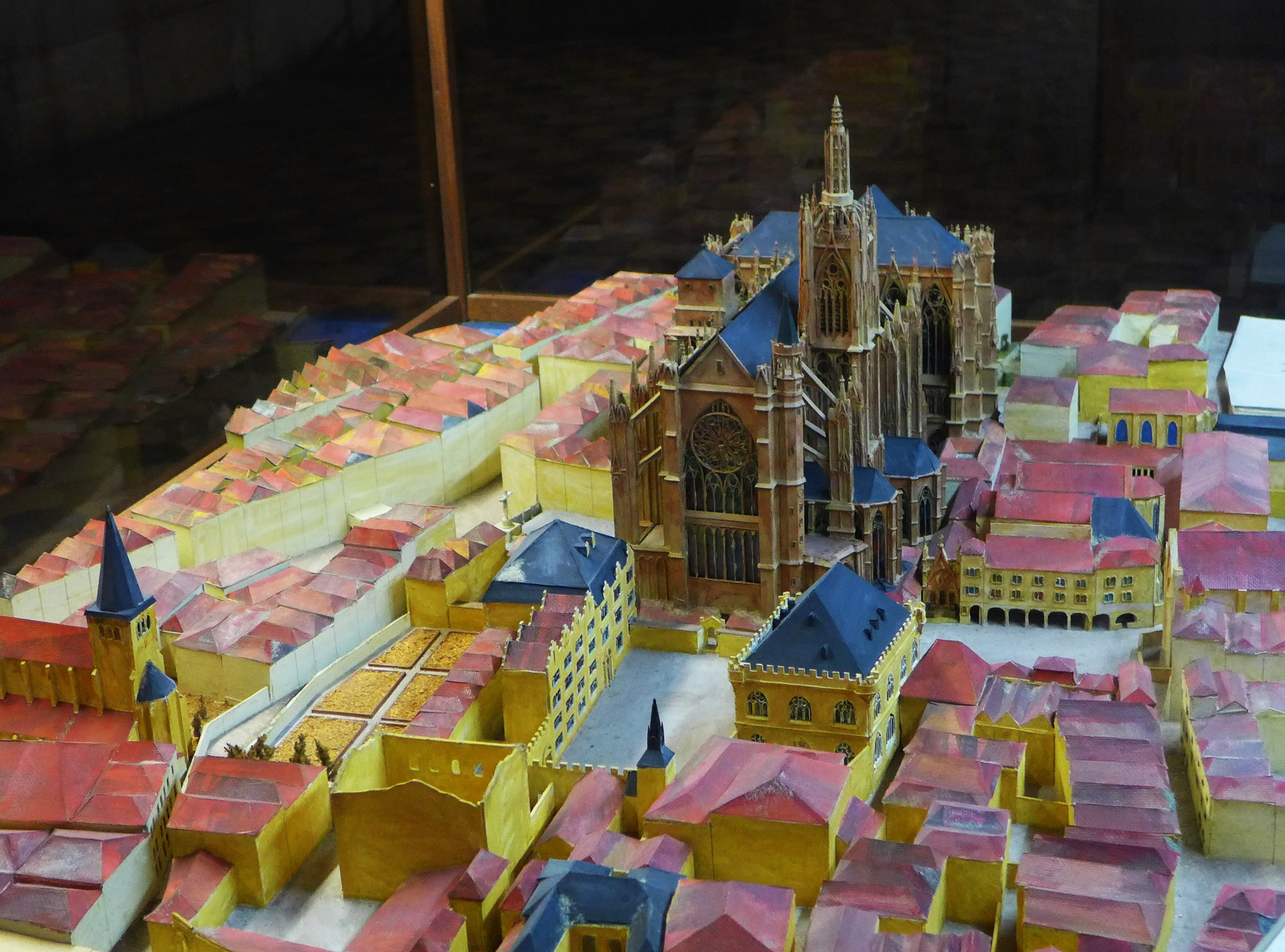
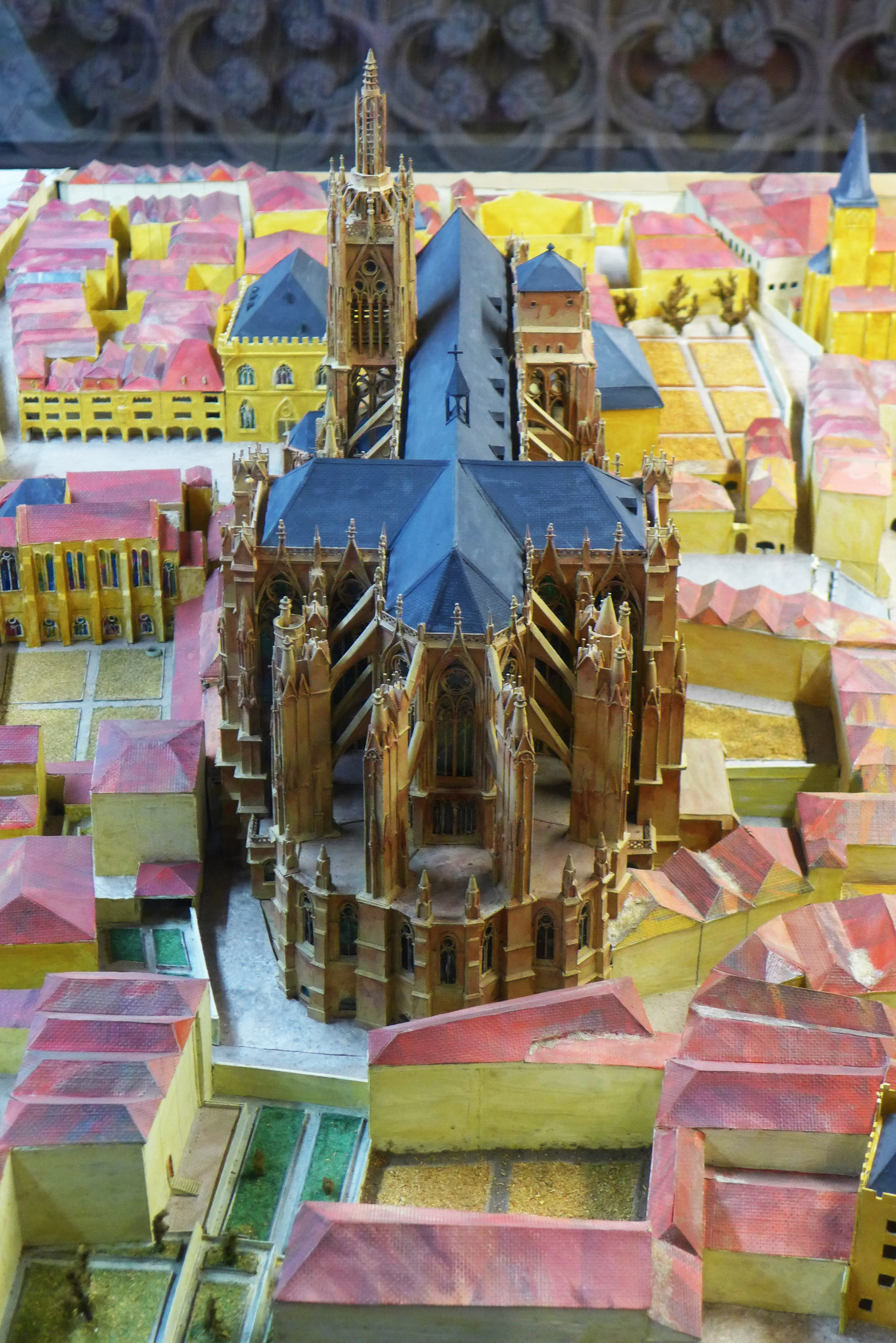

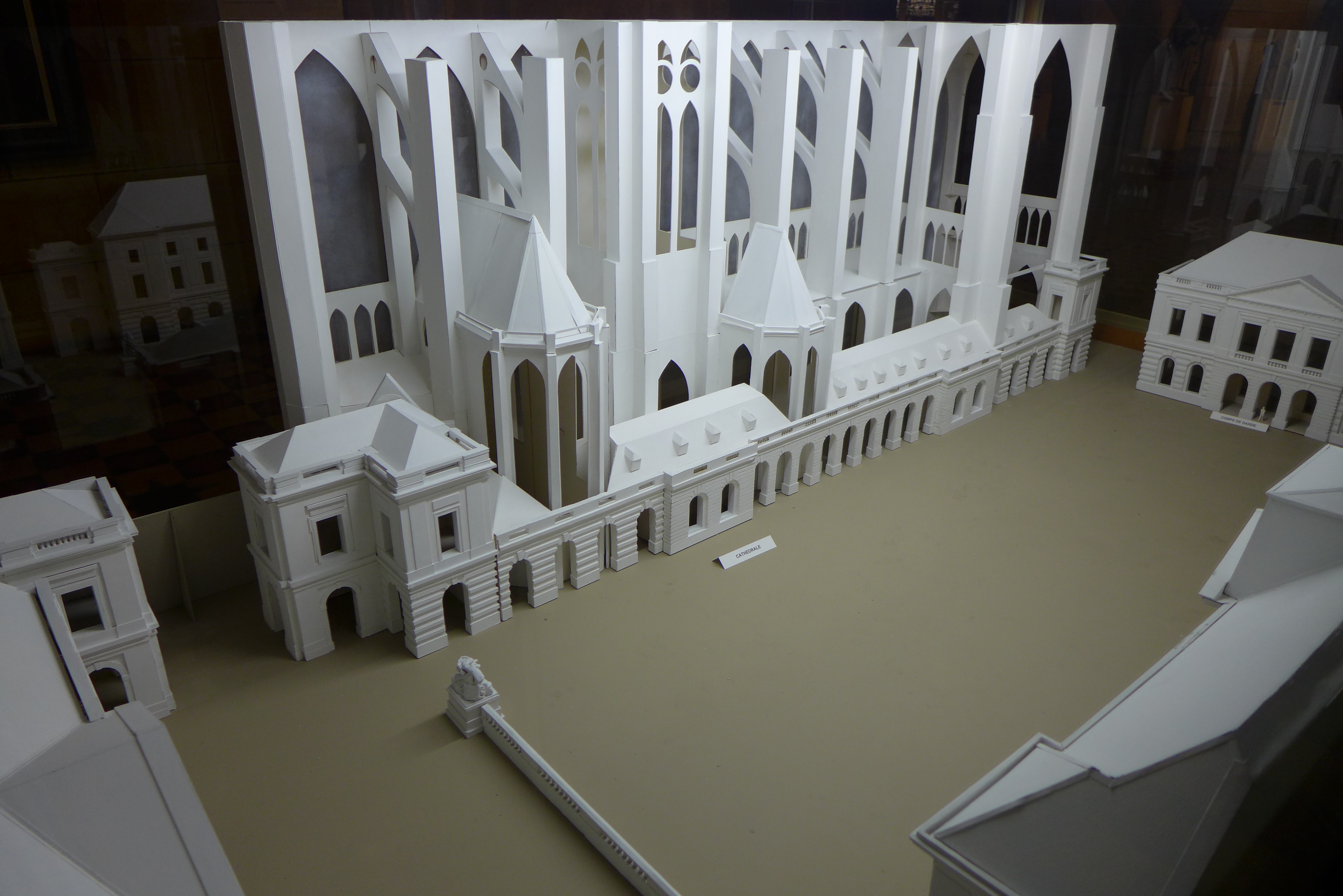
Metzer Dommodell, klassizistische Umbauung der Kathedrale durch Blondel im 18. Jahrhundert

Nachdem das Kapitel der Stiftskirche St. Maria im Jahr 1728 aufgelöst worden war, entfernte man auch das im Jahr 1381 installierte Gitter, das Dom und Stiftskirche voneinander getrennt hatte.
Mit dem Ausbau der Stadt Metz als gegen das Heilige Römische Reich gerichtete französische Festungsstadt wurde auch die Innenstadt den militärischen Erfordernissen angepasst. So ließ der Gouverneur von Metz, Charles Louis Auguste Fouquet de Belle-Isle, ab dem Jahr 1728 einen Paradeplatz neben dem Dom anlegen. Darüber hinaus sollten im Umfeld des Metzer Domes ein neues Rathaus, ein Parlamentsgebäude, ein Bischofspalast sowie weitere Gebäude entstehen, die das neue repräsentative Zentrum der Stadt bilden sollten. Unter dem Nachfolger von Belle-Isle, Marschall d’Estrées (1695–1771), wurde durch den Pariser Hofarchitekten, Städteplaner und Akademieprofessor Jacques-François Blondel ein klassizistisches Portal eingefügt, das die Kathedrale architektonisch mit der umgebenden Platzanlage verbinden sollte. Der Metzer Stadtbaumeister Gardeur le Brun leitete die Arbeiten, die im Jahr 1764 begannen.
Dabei wurde anstelle der alten Bischofsresidenz, die an der Südwest-Front der Kathedrale lag, ein axial auf den Dom ausgerichteter Vorplatz angelegt. Um dem Dom nun einen angemessenen Haupteingang zu verschaffen, blendete Blondel der neuen Hauptfront einen monumentalen klassizistischen Portikus vor. Das Kirchenportal war von je einem Säulenpaar flankiert, die einen Segmentbogen als Giebel trugen. Seitlich schlossen sich Fassaden an, in deren Nischen links und rechts zwei große Statuen aufgestellt wurden. Die Portalvorblendung verdeckte den unteren Teil des großen gotischen Südwestfensters, dessen Verglasung dadurch teilweise zerstört wurde. Das untere Fensterregister aus dem 14. Jahrhundert ist seitdem verloren. Die Errichtung des Portals von Blondel war die Votivgabe König Ludwigs XV., der im Jahr 1744 in Metz von einer lebensbedrohlichen Krankheit befallen worden war und nach seiner, der göttlichen Hilfe zugeschriebenen Genesung die Umgestaltung der Kathedrale feierlich gelobt hatte.
Zur Anlage des heutigen Paradeplatzes zwischen Dom und Rathaus wurden unter Protest des Metzer Klerus ein Kreuzgang, der Kapitelsaal, ein Refektorium und ein Dormitorium sowie insgesamt vier Kirchen (Alt-St. Peter, Groß-St. Peter, St. Paul, St. Gorgonius) und zwei Kapellen (Chapelle des Lorrains, Chapelle des Foës) abgerissen. Der untere Teil der Kathedrale wurde nun mit eingeschossigen Vorbauten verblendet, die dem Erdgeschoss des gegenüberliegenden Rathauses entsprachen. Bei dieser Maßnahme wurde das Liebfrauenportal des Domes überbaut und sein mittelalterlicher Skulpturenschmuck weitgehend zerstört. An der Nordwestseite des Domes zur Mosel hin wurden ebenfalls mehrere bestehende Gebäude abgerissen und eine monumentale Treppenanlage angelegt. Das Domportal, das zum Kammerplatz (Place de Chambre) führte, wurde zugemauert. Damit umgaben die Kathedrale nun drei klassizistische Platzanlagen und eine kulissenartige, klassizistische Architektur verstellte – zumindest teilweise – den Blick des Betrachters auf die als barbarisch empfundene mittelalterlich-gotische Architektur des Domes. Die Arbeiten waren im Jahr 1768 weitgehend abgeschlossen. Im Jahr 1785 begann der Bau des neuen Bischofspalastes, der allerdings durch den Ausbruch der Französischen Revolution im Jahr 1789 unvollendet blieb und dessen Untergeschoss seit dem Jahr 1831 als Markthalle der Stadt Metz dient.
Während der Revolution war der Metzer Dom in den Jahren 1791 bis 1793 heftigsten Zerstörungsorgien der revolutionären Religionsfeinde ausgesetzt, die nahezu alle Altäre und historischen Grabstätten demolierten. Nur aus Kostengründen waren damals die Heiligendarstellungen der Fenster des Domes der Zerstörungswut der Jakobiner entgangen. Erst mit dem Konkordat von 1801 konnte im Folgejahr 1802 die Metzer Kathedrale wieder dem christlichen Kultus übereignet werden.

### 19. bis 21. Jahrhundert

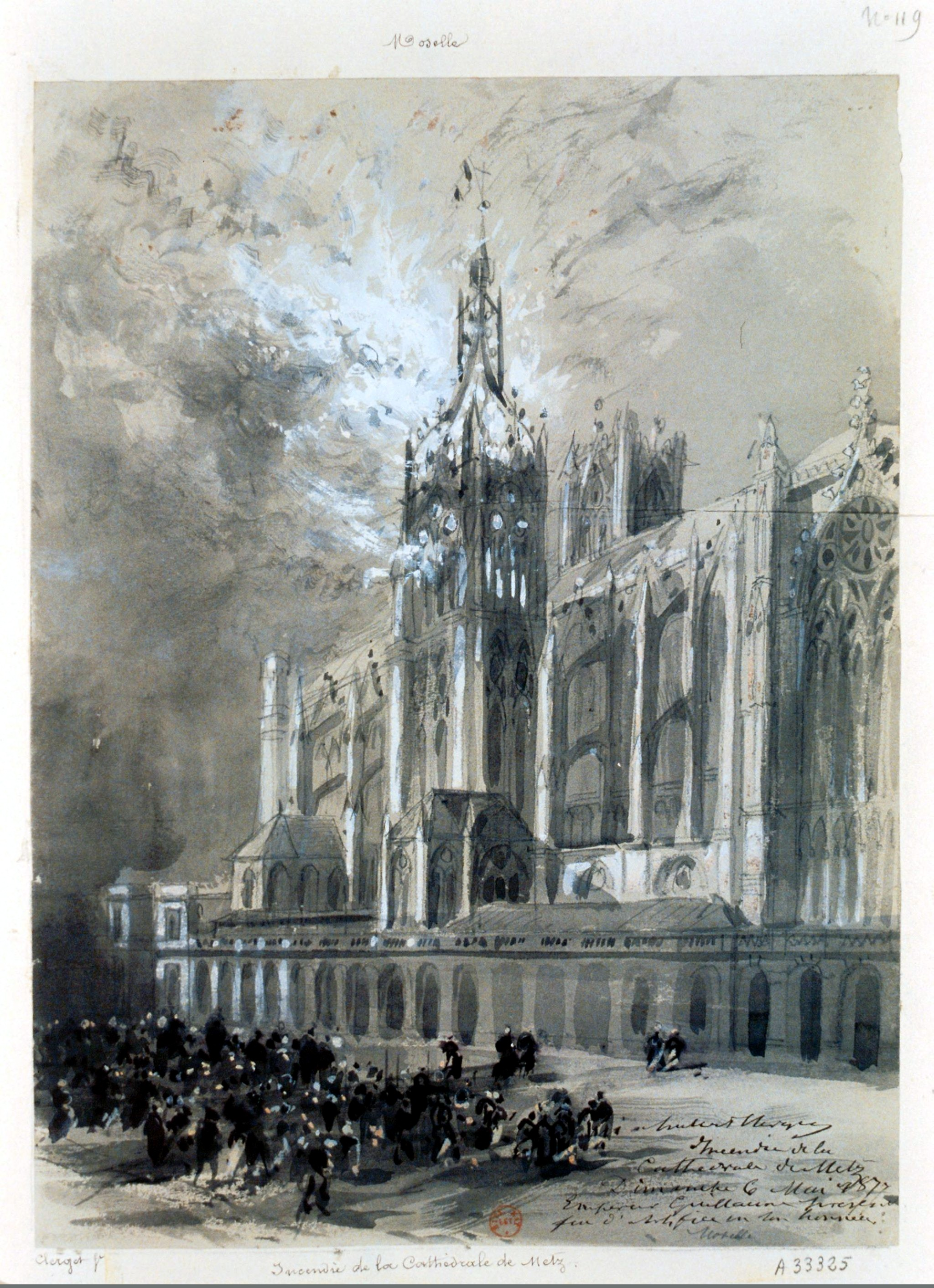
Der Ausbruch des Dachstuhlbrandes während des Besuches Kaiser Wilhelms I. im Jahr 1877

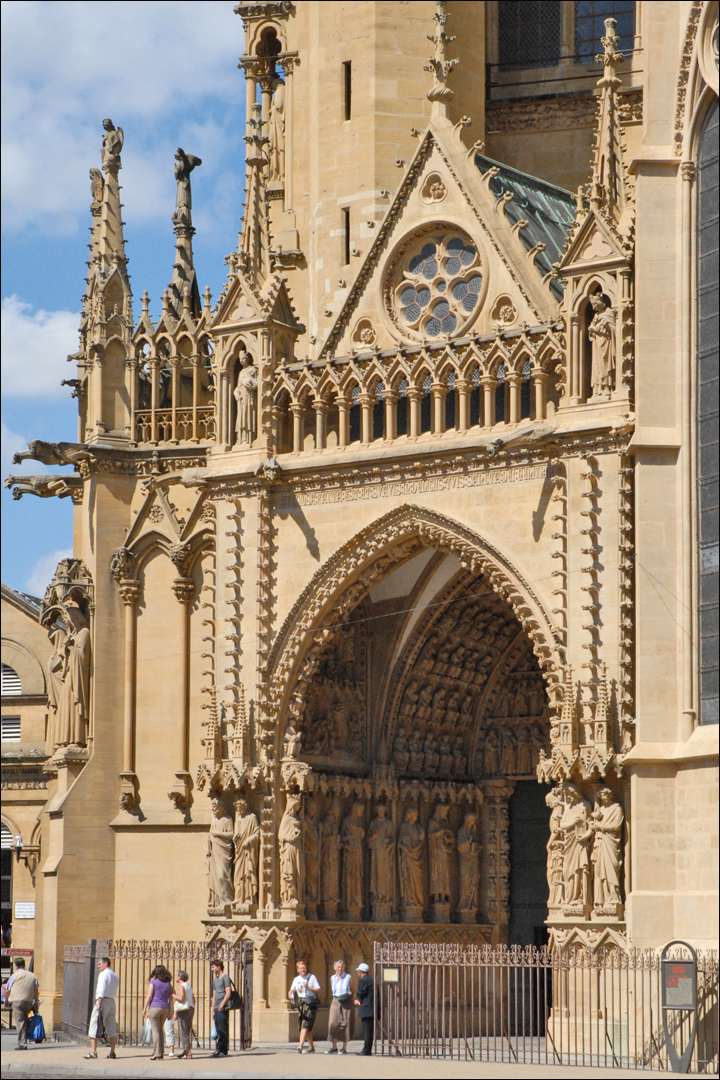
Das Liebfrauenportal

Der seit dem Mittelalter unvollendet gebliebene Kapitelturm wurde in den Jahren 1839 bis 1844 auf seine aktuelle Höhe gebracht. Dabei unterblieb allerdings eine Angleichung auf die Höhe des Mütteturmes.

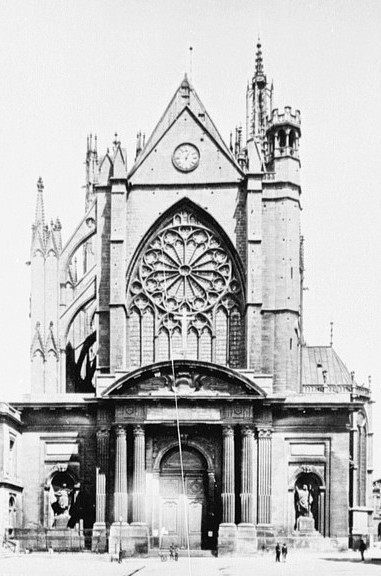
Das klassizistische Blondelsche Hauptportal vor dessen Abriss

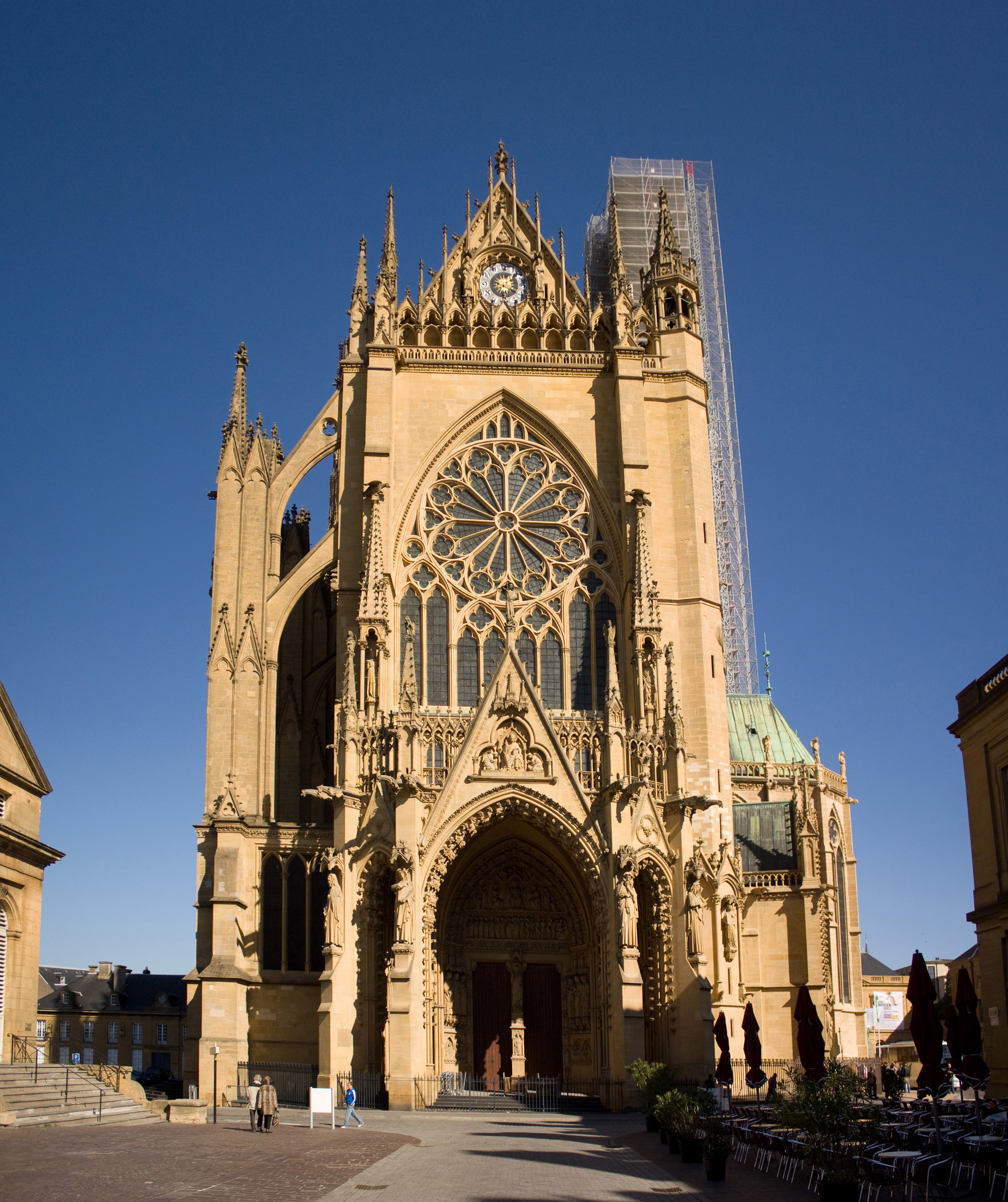
Das neogotische Tornowsche Hauptportal

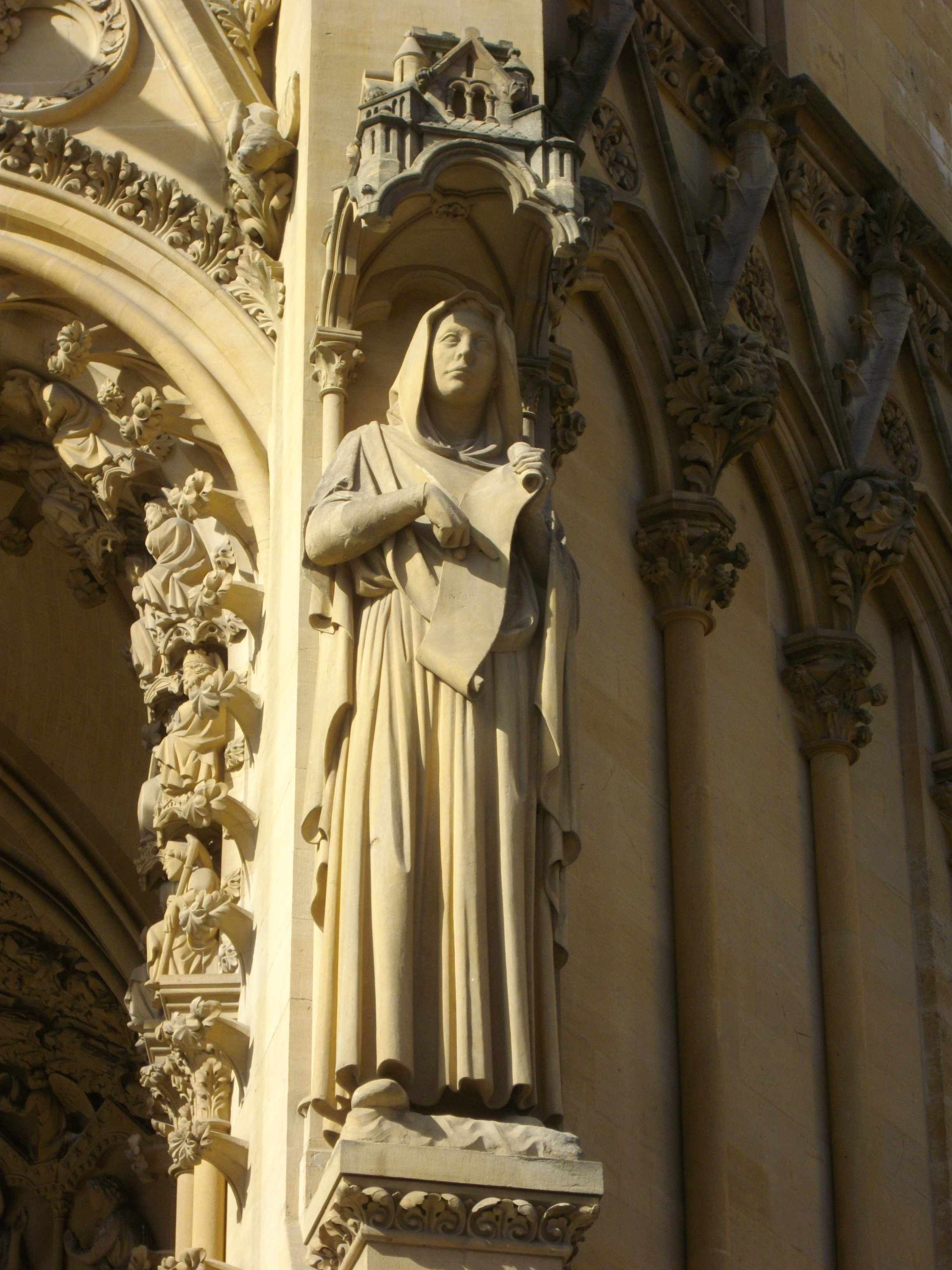
Der Prophet Daniel mit den Gesichtszügen Kaiser Wilhelms II. am neogotischen Hauptportal

Nach einem großen Dachstuhlbrand, der 1877 nach einem Feuerwerk zu Ehren des Besuchs Kaiser Wilhelms I. ausgebrochen war, wurde im letzten Viertel des 19. Jahrhunderts die Metzer Kathedrale durch Dombaumeister Paul Tornow maßgeblich umgestaltet. Das Strebesystem und die Gewölbe wurden erneuert, das Dach in den Jahren 1880 bis 1882 wesentlich steiler neu aufgerichtet, die Querschiffgiebel sowie der Giebel über der Westfront hinzugefügt. Der südöstliche Querschiffgiebel wurde im Jahr 1885, der nordwestliche im Jahr 1886 vollendet. Die Details sind dem vorgefundenen Formenkanon der Metzer Kathedrale entlehnt. Das vorherige Dach war an den Querschiffenden abgewalmt und hatte eine Steigung von 45°. Die neue Dachneigung des eisernen Dachstuhles beträgt seit dem Neuaufbau des Daches 60° und ist damit 4,50 m höher als zuvor. Seither wirken die ohnehin schon verhältnismäßig niedrigen Domtürme noch niedriger.
In den Jahren 1880 bis 1885 wurde das gesamte Liebfrauenportal, dessen mittelalterlicher Figurenschmuck aus der zweiten Hälfte des 13. Jahrhunderts zur Zeit des Klassizismus nahezu vollständig zerstört worden war, abgetragen und auf tieferem Niveau neu aufgebaut. Grund für die Tieferlegung war, dass die Liebfrauenstiftskirche mit ihrem Portal etwa 1,50 m über dem Bodenniveau des Domes gelegen hatte. Als im Jahr 1728 beide Kirchen räumlich miteinander vereinigt wurden, senkte man den Fußboden der ehemaligen Liebfrauenkirche ab, beließ aber das Liebfrauenportal auf seinem ursprünglichen Niveau. Diesen Makel wollte man bei der Restaurierungsmaßnahme des ausgehenden 19. Jahrhunderts beseitigen, stutzte aber dabei die ursprüngliche Höhe der Portalhalle.
Die Schrägstellung des Portaltrichters zum sonstigen Baukörper rührt noch von der ursprünglichen oktogonalen Architektur der Marienstiftskirche her. Bis zur Verblendung des Liebfrauenportals mit den Blondelschen Paradeplatz-Pavillons war hier der Hauptzugang des Domes gewesen. Dombaumeister Tornow wollte ursprünglich mit der Restaurierung des Liebfrauenportals die Restaurierungsmaßnahmen am Dom beginnen, doch musste dieses Vorhaben aufgrund des Dachstuhlbrandes des Jahres 1877 hintangestellt werden. Tornow unternahm im Auftrag der Regierung des Reichslandes Elsaß-Lothringen im Jahr 1879 eine architektonische Studienreise zu den Kathedralen Frankreichs, um sich für die Neugestaltung des Liebfrauenportals inspirieren zu lassen. Die dabei gefertigten Entwürfe wurden dann ab dem Jahr 1880 bildhauerisch umgesetzt.
Der neue, überreiche Figurenschmuck, der sich eng an der Formensprache des Mittelalters orientiert, die Portalgalerie und der Giebel wurden vollständig neu ausgeführt. Nur das Tympanonfeld hatte sich in beschädigter Form erhalten. Unter der Leitung von Dombauhüttenmeister Dujardin, der aus Paris stammte, wurden nach dem Vorbild nordfranzösischer Kathedralen 232 Figuren gemeißelt, die sich thematisch auf die Muttergottes beziehen. Die Arbeiten waren im Frühling des Jahres 1885 vollendet. Obwohl es sich um ein Werk der Neogotik handelt, ist die damals übliche klassizistische Prägung typischer neogotischer Skulpturen und Plastiken hinsichtlich der Statuen am Metzer Liebfrauenportal nicht spürbar, um den Eindruck eines echt mittelalterlichen Portals zu erwecken. Die restlichen Umbauungen Blondels an der Südostseite der Kathedrale wurden sämtlich entfernt. Im Jahr 1882 wurde das „Cafe français“ zwischen dem südöstlichen Querhaus und der Sakramentskapelle, im Jahr 1885 der Blondelsche Eckpavillon an der Südwestecke des Domes abgebrochen. Dabei wurden die Dächer der Karmelkapelle (Sancta Maria Rotunda/Notre-Dame-la-Ronde) und der Sakramentskapelle erneuert sowie die Krypta restauriert.
Hinsichtlich des klassizistischen Hauptportal Blondels hatte schon im Jahr 1847 der Metzer Stadtrat Charles Paul Comte de Coëtlosquet den nun als unerträglich empfundenen Stilbruch zwischen den klassizistischen Mantelbauten und der gotischen Kathedrale gerügt und die Auswechselung des Portals zugunsten eines stilechten gefordert. Im Jahr 1859 beauftragte das Bistum Metz den Dombaumeister Jean François Racine (1827–1902) mit der Ausfertigung von Plänen zur Erstellung eines neuen Portals im gotischen Stil. Das von Racine vorgelegte Projekt sollte – entsprechend der Dreischiffigkeit der Kathedrale – drei Portale umfassen und nahm die ganze Breite der Südwestfassade ein.
Dieses Vorhaben wurde nach der deutschen Annexion der Stadt Metz umgehend von der Reichsregierung aufgegriffen. Der deutsche Dombaumeister Franz Jakob Schmitt schuf im Jahr 1873 einen gegenüber dem monumentalen neogotischen Portal von Racine deutlich abgeschwächten Entwurf und orientierte sich hierbei an der Portalfront der im Jahr 1799 abgerissenen Reimser Abteikirche St-Nicaise. Der siebenachsige Arkadengang auf acht schlanken Säulen mit erhöhter Mittelarkatur und einem einzigen Portal wirkt im Vergleich zu dem damals noch bestehenden Monumentalportal Blondels reichlich sparsam. Allerdings nimmt auch Schmitts Portalhalle die gesamte Breite der Südwestfassade ein.
Schmitts Nachfolger Tornow entwarf sofort nach seinem Amtsantritt im Jahr 1874 mehrere Portalpläne. Hinsichtlich der Breite reduzierte Tornow im Gegensatz zu seinen Vorgängern Blondel, Racine und Schmitt die Breite des Portals auf die Breite des Mittelschiffes und sah nur noch ein einteiliges Gewändeportal vor. In Anlehnung an die polygonale Gestaltung der Vorgängerkirche St. Maria rotonda legte Tornow im Jahr 1875 einen alternativen Entwurf vor, der anstelle eines einfachen Gewändeportals eine breite offene Vorhalle mit großem Mitteldurchgang und schmalen Seitendurchgängen zeigte, die von hohen Wimpergen bekrönt waren. Infolge des Dachstuhlbrandes des Jahres 1877 musste die Neugestaltung der Hauptfassade allerdings zurückgestellt werden.
Erst im Jahr 1889 nahm man das Projekt wieder in Angriff. Nach einer Studienreise durch Frankreich im Jahr 1892 überarbeitete Tornow seine bisherigen Pläne und gestaltete sie in Angleichung an das bereits überreich dekorierte neue Liebfrauenportal in geradezu verschwenderischer Form mit einem üppigen ikonographischen Programm. Das Projekt von 1875 wurde zu einem gestreckten Oktogon vergrößert. Dadurch konnte er dem neuen Hauptportal gegenüber dem schon reich ausgestatteten Liebfrauenportal sichtbare Bedeutung verleihen. Die polygonalen Portalvorhallen der normannischen Kirchen Saint-Maclou in Rouen oder Notre-Dame in Alençon, die Tornow bei seiner Frankreichexkursion besichtigt hatte, dürften wohl die Inspirationsquelle für die neue Metzer Vorhalle gewesen sein. Allerdings gab Tornow offiziell Kirchen der burgundischen Bauschule als seine angeblichen Vorbilder an, wie etwa die Kirchen Notre-Dame in Dijon, Notre-Dame in Saint-Père (Yonne) sowie Notre-Dame in Semur-en-Auxois. Keines der angeblichen Vorbilder weist allerdings eine polygonale Vorhalle auf, wie sie in Metz schließlich ausgeführt wurde. Das ikonographische Programm der Metzer Vorhalle folgt dem üblichen christologischen Programm, wie es auch an den Domen von Reims, Amiens, Bourges, Sens und Auxerre entfaltet wurde.
Der endgültige Entwurf Tornows vom 15. Juni 1895 wurde von Kaiser Wilhelm II. am 2. September 1895 genehmigt und nur noch im Bildprogramm geringfügig geändert. So erhielt die Skulptur des Propheten Daniel, einer der vier Kolossalfiguren der alttestamentlichen Propheten Jesaja, Jeremia und Ezechiel an den Portalstrebepfeilern, die Gesichtszüge des kaiserlichen Auftraggebers Wilhelm mit hochgezwirbeltem Schnurrbart. Angeblich soll Dombauhüttenmeister Auguste Dujardin auf den Einfall gekommen sein. Die zeitgenössische kaiserkritische Presse vermutete allerdings den Kaiser selbst als inoffiziellen Auftraggeber der Daniel-Skulptur, da sich der Kaiser mit seiner Frau bereits in anderen neuerrichteten Kirchen bildlich hatte verewigen lassen; so in Jerusalem (Auguste-Viktoria-Hospital, Himmelfahrtkirche) oder in der Kaiser-Wilhelm-Gedächtniskirche in Charlottenburg. Weiter wurden am Portal eine lateinische Weihinschrift und eine Figur des Erzengels Michael als Schutzpatron der Deutschen und des Militärs am Giebel angebracht. Nach dem Übergang der Stadt Metz an Frankreich im November 1918 hängte man über das Schriftband des Propheten Daniel ein Plakat mit dem lateinischen Text „sic transit gloria mundi“ zur Schmähung des Kaisers. Nach der Besetzung der Stadt Metz durch die Wehrmacht im Juni 1940 ließen die deutschen NS-Behörden den Schnurrbart der Statue wegmeißeln, die dadurch ihre Ähnlichkeit mit Kaiser Wilhelm einbüßte.

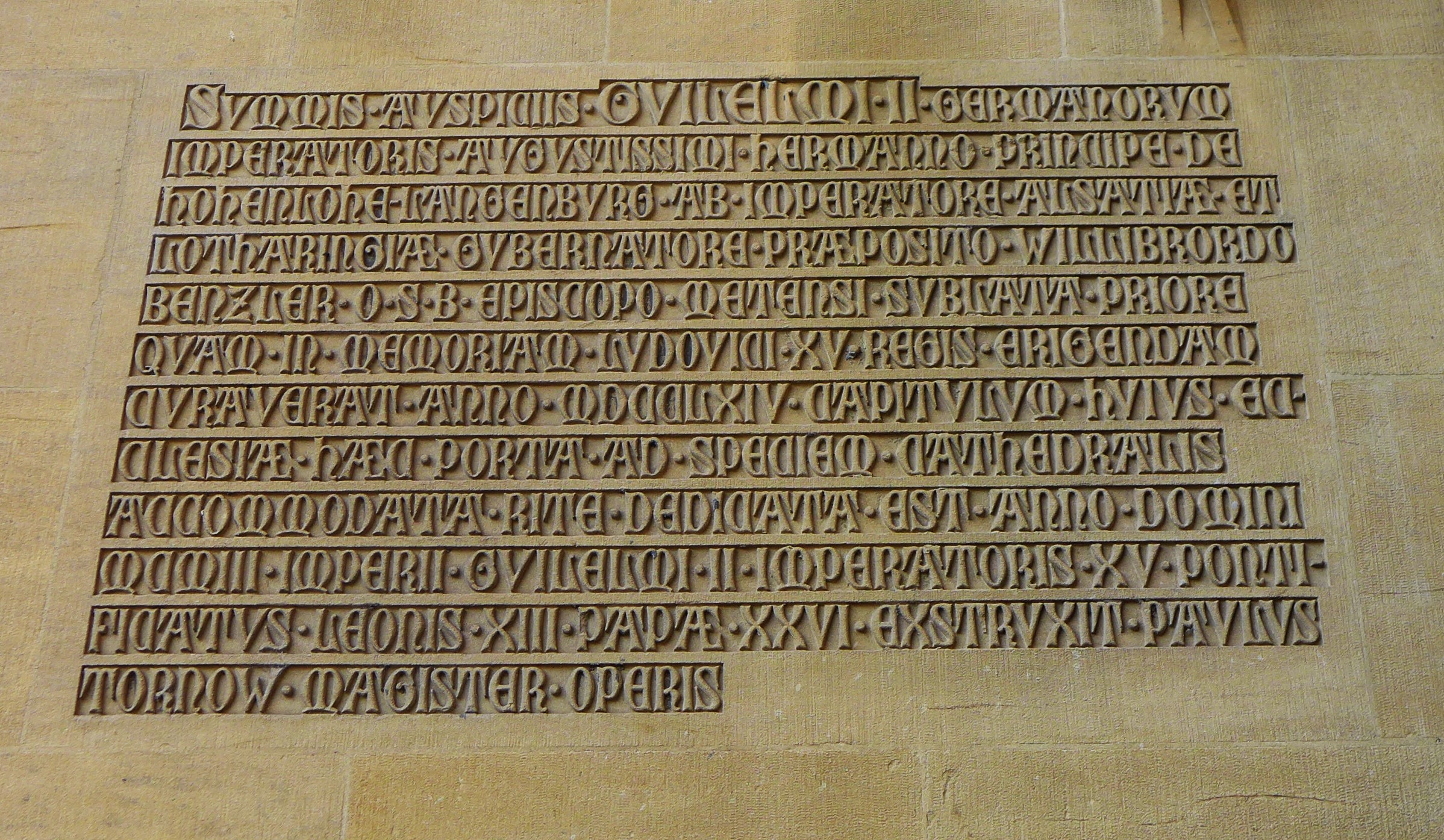
Metzer Dom, Einweihungsinschrift von 1903 am Hauptportal

Die deutsche Übersetzung der lateinischen Inschrift lautet:

„Unter der allerhöchsten Schirmherrschaft Wilhelms II., erhabensten Deutschen Kaisers, als Fürst Hermann von Hohenlohe-Langenburg Statthalter des Kaisers in Elsaß-Lothringen war, Willibrord Benzler, vom Orden des heiligen Benedikt, Bischof von Metz, und nach dem Abbruch des früheren Portals, welches das Kapitel dieser Kirche im Jahre 1764, zur Erinnerung an König Ludwig XV., hatte errichten lassen, wurde dieses neue Portal, der Stilart der Kathedrale entsprechend, feierlich eingeweiht im Jahre des Herrn 1903, im 15. Jahr der Herrschaft des Kaisers Wilhelm II., im 26. Jahr des Pontifikates des Papstes Leo XIII. Es wurde erbaut durch Paul Tornow, Meister des Werkes.“

Unmittelbar nach der Genehmigung des Portalentwurfes durch den Kaiser wurde mit dem Umbau des Westgiebels begonnen. Die Lücke zwischen dem mittelalterlichen Giebel und dem steileren Dach hatte man bisher nur mit Holzlatten provisorisch verkleidet. Der Südwestgiebel über dem Hauptportal wurde nun mit einer neunteiligen Galerie und reichem Fialschmuck im Jahr 1897 vollendet.
Am 18. April 1898 begannen die Abbrucharbeiten am klassizistischen Hauptportal Blondels. Der Abriss war am 2. September 1898 vollendet. Zunächst war geplant, das Portal als Hofseite der angrenzenden Markthalle wiederzuverwenden, doch lehnte die Stadt dies aus Kostengründen ab. Die beiden monumentalen Portalstatuen gelangten nach St. Avold, wo sie aktuell die Fassaden der ehemaligen Abteikirche St. Nabor sowie die der päpstlichen Basilika Notre-Dame-de-Bon-Secours schmücken.
Nach fünfjähriger Bauzeit von 1898 bis 1903, in der nach Entwürfen von Auguste Dujardin über 500 Figuren angebracht wurden, die sich möglichst eng an die Formensprache der mittelalterlichen Gotik anlehnen und jede klassizistisch orientierte Weiterentwicklung der gotischen Formensprache im Sinne der Neogotik vermeiden, wurde am 14. Mai 1903 das Portal in Anwesenheit des Kaiserpaares, politischer, kirchlicher sowie militärischer Prominenz feierlich eingeweiht.
Der Metzer Bischof Willibrord Benzler sagte in seiner Eröffnungsrede hinsichtlich der besonderen Protektion des Portalbaues durch den Kaiser:

„Stets werde man auch dankbaren Herzens der Nachwelt berichten, wie ein edler deutscher Kaiser durch geniale Künstlerhand dem alten Baue der Metzer Kathedrale eine neue, aber ganz im ursprünglichen Geiste gehaltene Zierde hinzugefügt und am heutigen Tage dies herrliche Portal feierlich dem Bischofe der Diözese Metz übergeben habe.“

Ab dem Jahr 1900 unterzog man sämtliche historische Verglasungen einer Restaurierung, die Gewölbeflächen wurden instand gesetzt, die Schlusssteine bemalt, die Helmspitze des Mütteturmes erneuert, neue Chorschranken angefertigt und die Karmelkapelle neu gestaltet. Kaiser Wilhelm II. gab anlässlich der feierlichen Einweihung des Hauptportals auch ein neues hölzernes Chorgestühl in Auftrag. Infolge des Ersten Weltkrieges und der Angliederung der Stadt an Frankreich konnte es erst im Jahr 1923 aufgestellt werden. Es wurde in der Colmarer Werkstatt von Theophil Klem (1849–1923) nach dem Vorbild des spätgotischen Chorgestühls der Kathedrale im südwestfranzösischen Auch (Département Gers) geschnitzt.
Die seit dem Jahr 1882 geplante erneute Erhöhung des Kapitelturmes auf die Höhe des Mütteturmes unterblieb aufgrund zu schwach eingeschätzter Fundamente. Ebenso unterblieb die Aufsetzung eines 112 m hohen Vierungsturmes nach dem Vorbild der Kathedralen von Paris und Amiens, obwohl die Fundamente als geeignet erachtet worden waren, denn man hatte zunächst das Liebfrauenportal und das Hauptportal vollenden wollen. Tornows Amtsnachfolger Wilhelm Schmitz oblag die Restaurierung des Dominneren und die Neuausstattung der Metzer Kathedrale (1906–1919). Die Kosten sämtlicher Bauarbeiten wurden vom Deutschen Reich als Eigentümer des Metzer Domes getragen.
Im 20. Jahrhundert wurden einige Glasfenster nach den Entwürfen von Marc Chagall eingebaut sowie die Sakramentskapelle mit starkfarbigen Fenstern von Jacques Villon ausgestattet. Die früheren Fenster der Sakramentskapelle waren bei Kämpfen zur Befreiung von Metz im Jahr 1944 stark in Mitleidenschaft gezogen worden. Nach einem starken Sturm überzog man 1952 die gesamten Dachflächen (2000 m²) neu mit Blei. Als Krönung setzte man 1959 den vergoldeten Engel mit einer Trompete auf den Dachfirst des Chores.
In den Jahren 2020 und 2021 feierte dieses Bauwerk sein 800. Jubiläum.

## Maße und Ausrichtung

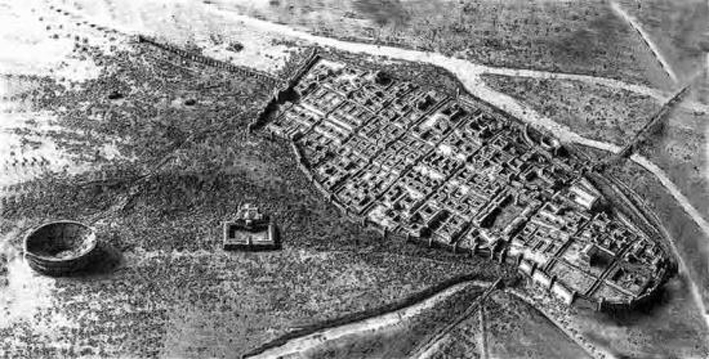
Rekonstruktionsversuch des römischen Metz

Der Metzer Dom ist gegenüber der bei mittelalterlichen Kirchen vorherrschenden Ost-Ausrichtung um 50° gegen den Uhrzeigersinn gedreht. Die Gebäudeachse liegt genau parallel zum Cardo des galloromanischen Divodurum Mediomatricorum (heute Rue Serpenoise und Rue Taison), der, seinerseits auf den Hügeln parallel zur Mosel angelegt, Teil der Straßenverbindung von Tullum Leucorum (Toul) nach Augusta Treverorum war. Die Kathedrale hat folgende Abmessungen:
| Gesamtlänge außen:                                   | 136,00 m                                |
| Gesamtlänge innen:                                   | 123,20 m                                |
| Breite der Westfassade:                              | 33,00 m                                 |
| Höhe des Langhauses:                                 | 42,00 m                                 |
| Höhe des Querhauses:                                 | 43,00 m                                 |
| Höhe der Seitenschiffe:                              | 14,30 m                                 |
| Breite des Langhauses:                               | 15,60 m                                 |
| Länge des Querhauses:                                | 46,80 m                                 |
| Breite des Querhauses:                               | 16,80 m                                 |
| Höhe des „Tour du Chapitre“ (Nordturm, Kapitelturm): | 60,00 m                                 |
| Höhe des „Tour de la Mutte“ (Südturm, Mütteturm):    | 90,00 m                                 |
| Bodenfläche des Inneren:                             | 3500 m²                                 |
| Fläche aller Fenster:                                | 6496 m²                                 |
| Fläche der Querhausfenster:                          | 848 m² (33,25 m × 12,75 m = 424 m² × 2) |
| Fläche des Hauptportalfensters:                      | 349,80 m²                               |
| Durchmesser der Rosette des Hauptportalfensters:     | 11,25 m                                 |

## Chor der ehemaligen Stiftskirche St. Marien

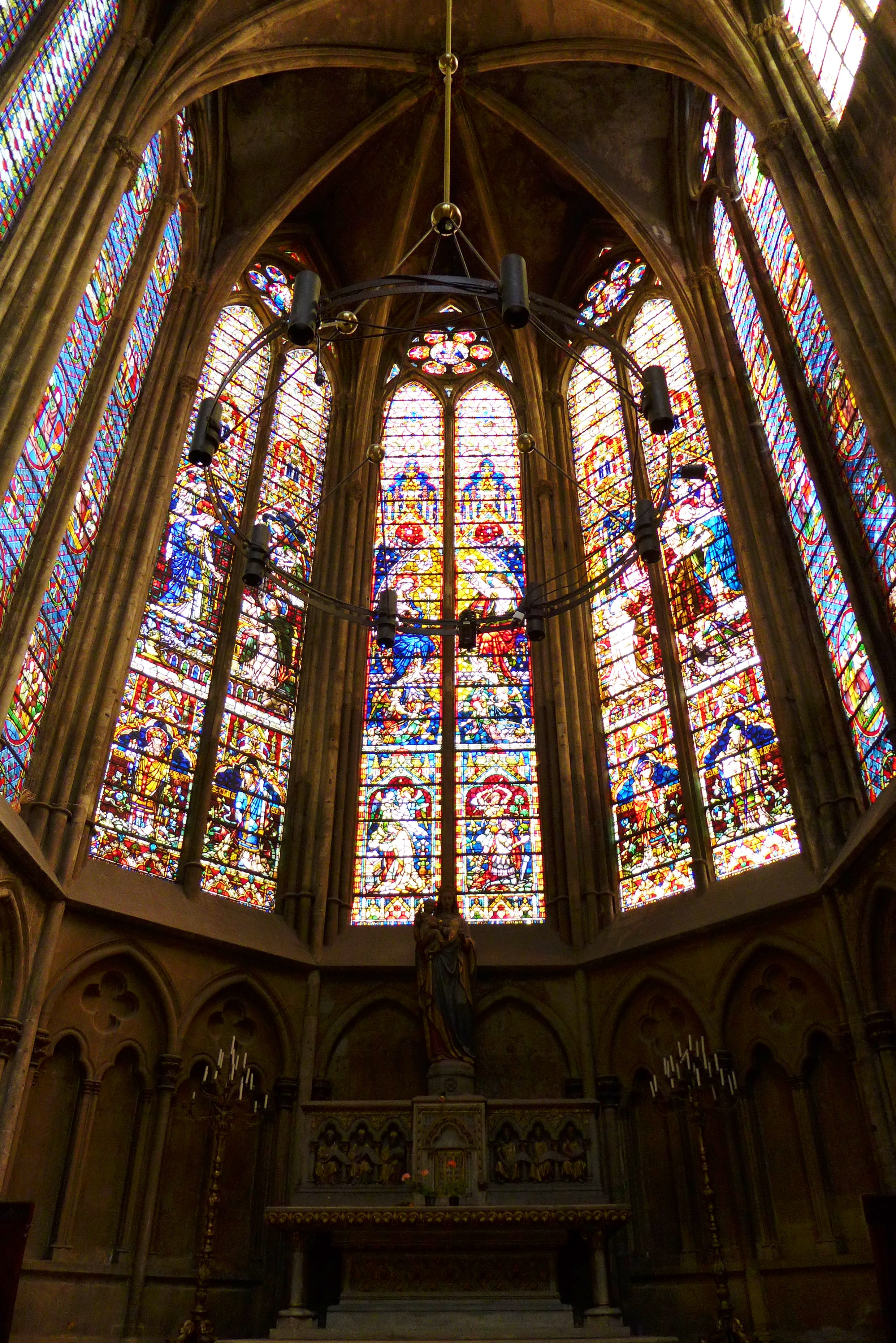
Metzer Dom, Chor der ehemaligen Stiftskirche St. Marien/Karmelkapelle

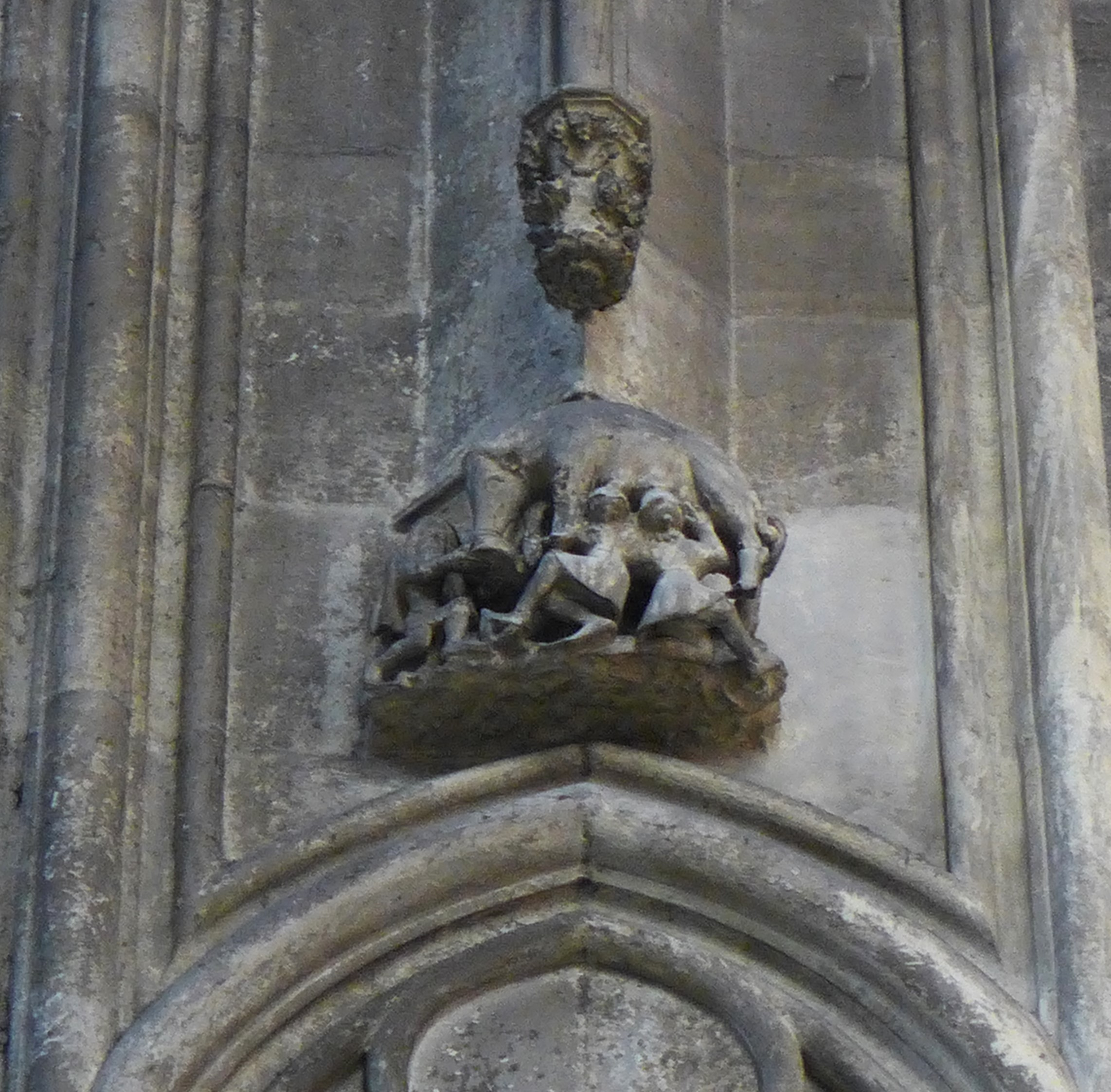
Metzer Judensau in der Marienkapelle des Metzer Domes

Die Apsisfenster der ehemaligen Stiftskirche stammen aus der Mayer’schen Hofkunstanstalt und wurden im Jahr 1884 eingesetzt. Die Entwürfe stammen von Dombaumeister Paul Tornow. Das von Abbé Adam Felix gestiftete Achsfenster zeigt in einer golden ornamentierten Mandorla mit stilisierter Wolkenumrahmung die Krönung der Jungfrau Maria durch ihren Sohn Jesus Christus. Ein nachtblauer Himmel und glänzende Sterne lassen den dargestellten Ort als den Himmel erkennen. Die über dem Haupt Mariens schwebende und strahlenaussendende Taube des Heiligen Geistes, Mariens über der Brust gekreuzte Arme, ihr weißes Gewand und ihr blauer Mantel sowie eine aus einem goldenen Gefäß emporsprossende weiße Lilie weisen auf die jungfräuliche Empfängnis hin. Der mit den Wundmalen der Kreuzigung versehene Jesus Christus ist in königlich-priesterliche Gewänder gekleidet und sein Haupt ist von einem Kreuznimbus umgeben. Er hält zum Zweck der Krönung seiner Mutter eine goldene, juwelenbesetzte Krone empor, die mit Lilienblüten bestückt ist. Unter der Krönungsgruppe schweben, bedeutungsperspektivisch kleiner dargestellt, vier jubilierende Engel. Während zwei der Engel Weihrauchfässer schwenken, rufen die beiden anderen den Betrachter durch ihre Handhaltung zur Anbetung auf.
Die die Krönungsszene flankierenden Fenster wurden von der Metzer Rosenkranzbruderschaft, die hier ihren Versammlungsort hatte, gestiftet und stellen jeweils Marienvisionen unter prächtigen Maßwerkbaldachinen dar. Links übergibt Maria dem heiligen Dominikus den Rosenkranz. Die Darstellung bezieht sich auf die durch Alanus de Rupe um 1468 zuerst verbreitete Legende, dass der heilige Dominikus, der Gründer des Dominikanerordens, die heutige Form des Rosenkranzes im Jahr 1208 bei einer Marienerscheinung empfangen und sie in seinem Orden eingeführt haben soll. Die Jungfrau Maria habe dem heiligen Dominikus den Rosenkranz als Waffe im Kampf gegen die Albigenser übereignet.
Im Fenster rechts neben dem Achsfenster empfängt der Einsiedler und spätere karmelitische Ordensbruder Simon Stock das Ordensskapulier aus den Händen der Jungfrau Maria. Im Jahr 1251 soll der Heilige eine Vision der Gottesmutter gehabt haben, die ihm das Schulterkleid der Ordenstracht überreichte. Dieses Skapulier wurde Teil des Habits der Karmeliten. Aus der Verheißung der Vision des heiligen Simon Stock entwickelten sich auch das sogenannte „kleine Skapulier“ und die Skapulierbruderschaften.
Im Maßwerk der drei mittleren Fenster sieht man Maria links in der anbetenden Position der Verkündigung, in der Mitte ist sie als Königin des Himmels und rechts als händeringende Mater Dolorosa dargestellt. Die unteren Teile der drei Fenster zeigen von links nach rechts den Metzer Bischof Chrodegang mit einem Modell der Metzer Kathedrale, den ersten Metzer Bischof Clemens bei der Vertreibung des Drachen Grauli mit einem Kreuzstab, die heilige Glossinde, der von einem Engel der Schleier Mariens übergeben wird, den Metzer Märtyrer Livarius bei seiner Enthauptung während der Christenverfolgung, den heiligen Metzer Bischof Arnulf, der den Metzer Bischofsring und einen Fisch in seiner Hand hält, und ganz rechts den Metzer Bischof Ademar von Monteil mit dem Grundriss des Domes. Die lateinische Inschrift der drei Fenster lautet in deutscher Übersetzung: „Gestiftet durch den hochwürdigen Herrn Abbé Adam, entworfen von Paul Tornow, hergestellt von der Mayerschen königlichen Hofkunstanstalt in München im Jahr 1884.“
Die übrigen Fenster zeigen in Medaillons die Geheimnisse des Rosenkranzes und Rosenmuster, die sich auf die Anrufung Mariens als „Rosa mystica“ (Geheimnisvolle Rose) in der Lauretanischen Litanei beziehen. Sie wurden von der Rosenkranzbruderschaft gestiftet und im Jahr 1904 von der Mayerschen Hofkunstanstalt in München gefertigt. Die Entwürfe stammen von Dombauhüttenmeister Auguste Dujardin, der die Fenster in bewusst mittelalterlicher Manier gestaltete.
Der neoromanisch-neofrühgotische steinerne Altar stellt die Muttergottes mit dem Jesuskind dar. Er wurde im Jahr 1859 nach den Entwürfen von Jules Racine geschaffen und im Jahr 1912 umgestaltet. Die Marienstatue ist eine Stiftung von Metzer Frauen im Gedenken an die Belagerung der Stadt im Jahr 1870. In der Predellazone sieht man links drei Propheten und rechts drei Könige, die jeweils deutende Spruchbänder in lateinischer Sprache halten. Es handelt sich dabei um den Beginn eines Gregorianischen Chorals zum Lob der Gottesmutter. Das von den Propheten gehaltene Spruchband lautet „Salve sancta parens“ (deutsche Übersetzung: „Sei gegrüßt, du heilige Gebärerin“). Das Spruchband der Könige trägt die Textzeile „Enixa puerpera regem“ (deutsche Übersetzung: „Du hast den König geboren“).
An der linken Wand über einem gotischen Blendbogen haben die mittelalterlichen Bildhauer die Skulptur einer sogenannten Judensau zur Schmähung der Juden angebracht. Da das Schwein im Judentum als unrein (hebr. tame) gilt und einem religiösen Nahrungstabu unterliegt, wollte man so die Juden demütigen, die sich nicht dem Glauben an die Messianität Jesu unterwerfen wollten. Die Sandsteinskulptur in der Chorkapelle zeigt mehrere Juden, wie sie an den Zitzen eines Mutterschweines saugen.
Quasi als gegenteilige Entsprechung der „stinkenden“ Judensau sind in den gegenüberliegenden drei Blendbögen der rechten Seitenwand drei Engel im neogotischen Stil auf den Putz gemalt. Zwei spielen Musikinstrumente, der mittlere Engel hält in anbietender Körperhaltung dem Betrachter einen Rosenkranz entgegen. Der lateinische Text unter den Engeln entstammt einem Gregorianischen Choral und lautet: „Florete flores quasi lilium et date odorem“ (deutsche Übersetzung: Blüht, ihr Blumen, wie die Lilie und strömt Duft aus.) Über der Blendarkatur ist als Konsolbüste ein betender bärtiger Mann dargestellt.
Die Gitter der Kapelle wurden im Jahr 1882 als Ersatz für das vorherige Gitter, das aus der Kirche von Diedenhofen/Thionville stammte und hier im Jahr 1807 montiert wurde, geschaffen. An der Seitenschiffwand links neben dem Gittereingang sieht man eine Tafel aus dem Jahr 1911 mit dem kaiserlichen Reichswappen. Die deutsche Inschrift weist auf drei Mitglieder der Domgemeinde hin, die in Afrika als Soldaten in den Jahren 1894, 1903 und 1906 gefallen sind.

## Sakramentskapelle

Metzer Dom, Sakramentskapelle

Die Errichtung der Sakramentskapelle wurde um das Jahr 1350 begonnen und im Jahr 1443 durch Jean de Commercy vollendet. Sie diente als Grabkapelle der Metzer Bischöfe. In der Kapelle sind die Bischöfe Adhémar de Monteil (Amtszeit: 1327–1361), Dietrich Bayer von Boppard (Amtszeit: 1365–1384), Konrad Bayer von Boppard (Amtszeit: 1415–1459) sowie Claude Rouvroyu de Saint Simon (Amtszeit: 1733–1760) bestattet. Im Jahr 1858 entdeckte man einige Überreste der in der Französischen Revolution zerstörten Grabtafeln, die man links und rechts des Kapelleneingangs anbrachte. Zum Seitenschiff wird die Kapelle durch ein kunstvoll geschmiedetes Gitter aus der Werkstatt von Jean Lamours, in der auch die Gitter an der Place Stanislas in Nancy geschaffen wurden, abgeschlossen. Die mittelalterlichen Wandmalereien wurden im Jahr 1909 durch den Kölner Maler Anton Bardenhewer (1857–1939), der seinerzeit einer der bedeutendsten Denkmalpfleger in der ehemaligen Rheinprovinz war, restauriert.
Die im Zweiten Weltkrieg beschädigten Fenster des Metzer Ateliers Maréchal-Champigneulle aus dem Jahr 1871 wurden im Jahr 1957 durch neue nach den Entwürfen von Jacques Villon ersetzt. Die früheren Fenster des Metzer Künstlers Laurent-Charles-Nicolas Maréchal (1801–1887) zeigten die Kreuzabnahme, das heiligste Herz Jesu sowie das Unbefleckte Herz Mariä, Jesaja als Propheten des leidenden Gottesknechtes unter Verweis auf Jesaja 53,5  sowie den Apostel Johannes als Zeugen der Kreuzigung Jesu. Darüber hinaus waren in den Fenstern die legendäre heilige Kaiserin Faustina, Katharina von Alexandrien, der Erzengel Raphael, der heilige Sebastian sowie Passionsszenen dargestellt.
Die Fenster Villons, die in den Werkstätten von Simon-Marq in Reims gefertigt wurden, zeigen im Achsfenster die Kreuzigung Jesu, links davon die Paschanacht und Mose schlägt Wasser aus dem Felsen am Horeb, rechts davon die Hochzeit zu Kana sowie das letzte Abendmahl Jesu. Die Paschanacht ist hier als Präfiguration des letzten Abendmahles, das Wasserwunder am Horeb als Präfiguration des Weinwunders von Kana vom Künstler gedeutet. Das geopferte Lamm des Paschamahles stellt der Künstler als Vorwegnahme des Kreuzesopfers Jesu dar. Brot und Wein des letzten Abendmahles sind der Ersatz des blutigen Tieropfers durch das pflanzliche Opfer der eucharistischen Gestalten von Brot und Wein. Die Kreuzigungsszene über dem Tabernakel verdeutlicht die realpräsentische Anwesenheit des Gekreuzigten im eucharistischen Brot und den Nachvollzug des blutigen Opfers am Kreuz in der Wandlung von Brot und Wein zu Leib und Blut Christi auf dem Altar.
Links des Altares steht die Skulptur Jesu als Schmerzensmann aus dem 16. Jahrhundert. Der gefesselte und dornenbekrönte Jesus sitzt zusammengesunken und geschunden neben der Geißelsäule der Folterung vor seiner Hinrichtung. Das Gesicht Jesu ist dem eintretenden Besucher der Sakramentskapelle zugewandt und scheint ihn mit den Fingern seiner gefesselten Rechten auf den Tabernakel hinzuweisen.

## Der Chor und die moderne liturgische Ausstattung

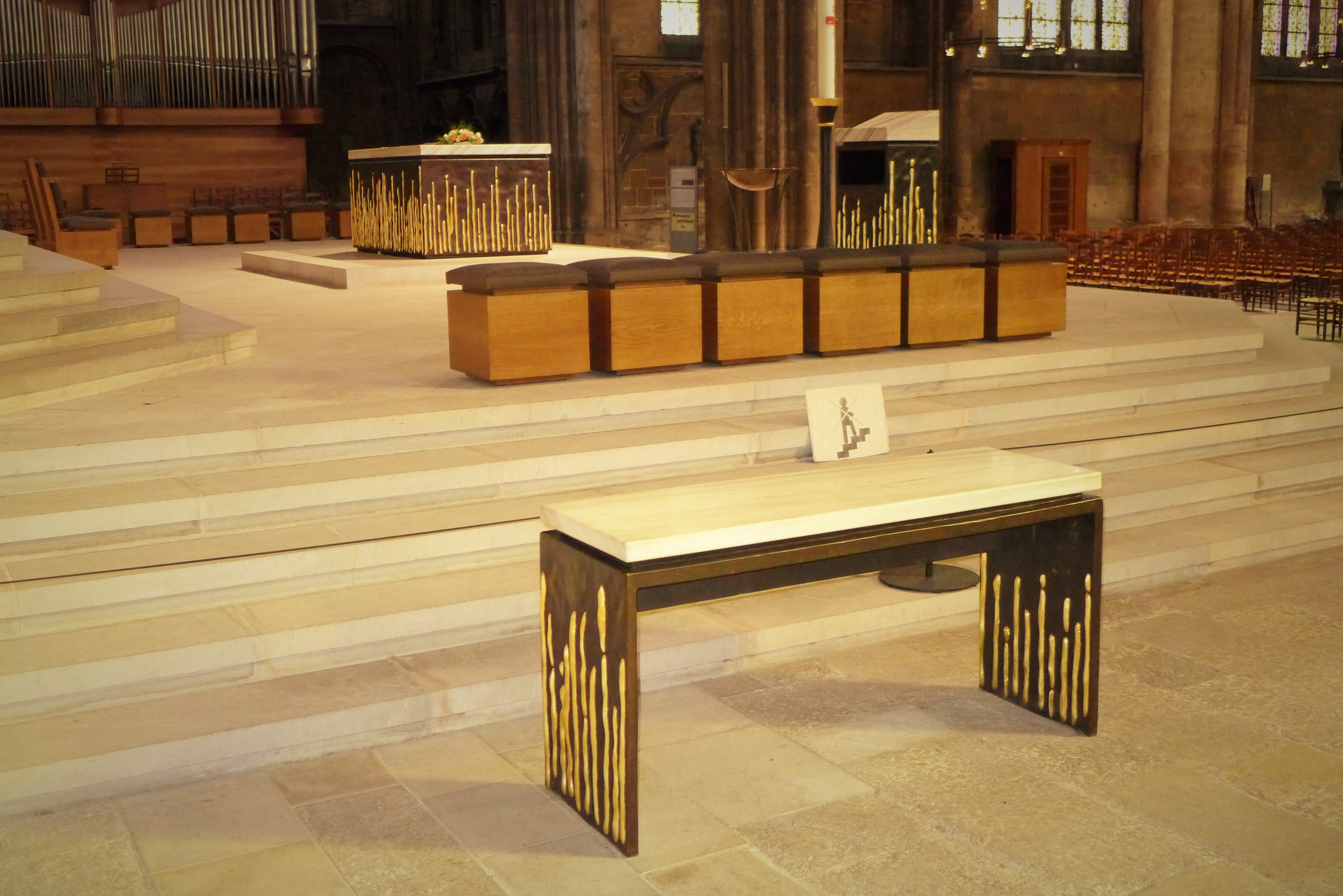
Neugestaltete Altarinsel des Metzer Domes

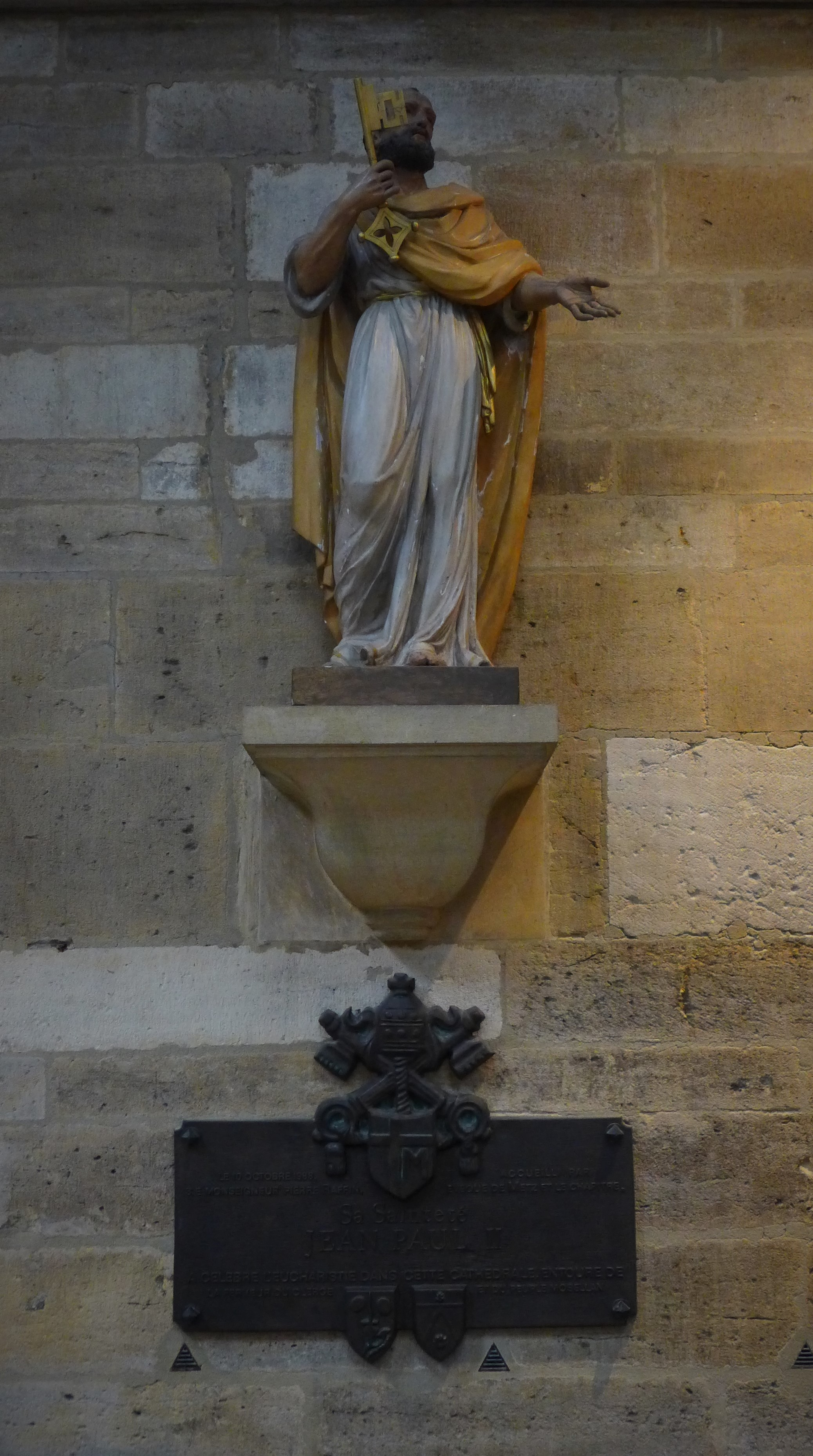
Metzer Dom, Statue des heiligen Petrus mit Gedenkplakette zum Pontifikalamt des Papstes am 10. Oktober 1988; Die deutsche Übersetzung der französischen Inschrift lautet: „Am 10. Oktober 1988, empfangen durch Seine Exzellenz Monsignore Pierre Raffin, Bischof von Metz, und das Domkapitel, hat seine Heiligkeit Johannes Paul II., umgeben von der Inbrunst des Klerus und des moselländischen Volkes, die Eucharistie in dieser Kathedrale gefeiert“

Der Chor entstand, zusammen mit der Krypta unter ihr, im 16. Jahrhundert. Am Choreingang steht der antike Thron des Heiligen Klemens. Der Sitz aus Cipollinmarmor ist seit der Merowingerzeit der Sitz der Bischöfe. Geschnitten wurde er aus einer römischen Säule. Der Hochaltar aus Marmor aus dem Jahr 1865 ist ein Werk von Petitmangin und Racine. Das Chorgestühl schuf Theophile Klem in Colmar. Es wurde 1922 in der Kathedrale fertiggestellt. Die Chorschranken des Architekten Schmitz sind von 1912, die Balustraden und Gitter des Chorumgangs aus dem Jahr 1882 von Tornow. Die großen Fenster des Chores von Valentin Bousch wurden 1539 vollendet. Die drei Fenster des Rundgangs haben die Herzöge von Lothringen gestiftet. Die Chagallfenster wurden in Reims von Charles Marq angefertigt. Man findet sie über den Türen zur Sakristei und zum Turm der goldenen Kugel. Sie zeigen das Opfer Abrahams und weitere Ereignisse des alten Testaments. Der Chorrundgang enthält drei Kapellen: Die Sankt-Josef-Kapelle zeigt im Schlussstein des Gewölbes das Wappen des Kapitels. Die Fenster stammen aus dem 16. Jahrhundert, zwei aus der Sankt Barbara Kirche. Die Scheitelkapelle und ihr Altar sind der Jungfrau Maria geweiht. Hier zeigt der Gewölbeschlussstein Wappen und Namen des Kardinals Johannes IV. von Lothringen. Das mittlere Fenster mit den Heiligen Stefanus und Paulus ist von 1522, die beiden anderen sind aus dem 19. Jahrhundert und zeigen zwei Bischöfe. Die östliche Kapelle trägt seit 1868 den Namen des Heiligen Livius. Das Fenster mit einem nicht identifizierten Heiligen ist aus dem 16. Jahrhundert. Die beiden anderen aus der Kirche St. Barbara. Weiter enthält die Kapelle Epitaphe und Grabmale ehemaliger Bischöfe von Metz. Südöstlich hiervon schließt der Chor mit zwei Renaissancetüren ab: Die erste vom Scheitelpunkt gesehen führt in den Turm Karls des Großen, die Zweite in eine gewölbte Sakristei aus dem 16. Jahrhundert. Die Fenster über den Türen aus dem Jahr 1882 stammen von Schmitz-Reuter aus Aachen: links die Kirchenväter, rechts die Wurzel Jesse. Rechts der zweiten Tür steht ein neugotischer Flügelaltar. Er zeigt unter anderem den Heiligen Clemens mit dem Drachen Graoully und Franz von Assisi. Die Weihe des neuen Altars und des übrigen liturgischen Mobiliars fand am 17. Dezember 2006, dem dritten Adventssonntag (Gaudete), statt. Am selben Tag wurde dem Domplatz vor der Kathedrale der neue Name „Place Jean-Paul II“ zu Ehren von Papst Johannes Paul II. verliehen, der am 10. Oktober 1988 ein Pontifikalamt im Metzer Dom zelebriert hatte und am 2. April 2005 verstorben war.
Unter der Ägide des gebürtigen Metzers Jean-Jacques Aillagon (Kulturminister von 2002 bis 2004) wurde die Sanierung des Chores der Kathedrale bis zum Jahr 2006 vollendet. Die Fertigung der liturgischen Möbel oblag dem Schweizer Künstler Mattia Bonetti (* 1952). Nach der Installation der neuen Beleuchtung des Kirchenschiffs im Jahr 2000 in der Form von Radleuchtern erschien es den Initiatoren notwendig, den bisherigen provisorischen Zelebrationsaltar aus der Zeit nach dem Zweiten Vatikanischen Konzil durch einen neuen zu ersetzen. Dabei wollte man auch einen Teil der gesammelten Bronze, die zu Beginn des 20. Jahrhunderts für die Schaffung der Türen des großen Domportals des Jahres 1903 gestiftet worden war, verwenden. Im Jahr 1916 hatte man dieses Bronzematerial gemeinsam mit den Glocken eingeschmolzen, um daraus Waffen für den Ersten Weltkrieg herzustellen. Erst in der Zeit nach dem Zweiten Weltkrieg wurde die Bronze der Domgemeinde in Form von Kanonenrohren wieder zurückerstattet. Aus diesem Material fertigte Mattia Bonetti dann die neuen liturgischen Ausstattungsstücke. Biblisches Motto dieser Kunstaktion war die berühmte Bibelstelle aus dem alttestamentlichen Prophetenbuch Jesaja (Jes 2,2–5 ):

„Am Ende der Tage wird es geschehen: Der Berg des Hauses des Herrn steht fest gegründet als höchster der Berge; er überragt alle Hügel. Zu ihm strömen alle Nationen. Viele Völker gehen und sagen: Auf, wir ziehen hinauf zum Berg des Herrn und zum Haus des Gottes Jakobs. Er unterweise uns in seinen Wegen, auf seinen Pfaden wollen wir gehen. Denn vom Zion zieht Weisung aus und das Wort des Herrn von Jerusalem. Er wird Recht schaffen zwischen den Nationen und viele Völker zurechtweisen. Dann werden sie ihre Schwerter zu Pflugscharen umschmieden und ihre Lanzen zu Winzermessern. Sie erheben nicht das Schwert, Nation gegen Nation, und sie erlernen nicht mehr den Krieg. Haus Jakob, auf, wir wollen gehen im Licht des Herrn.“

Die Ausstattungsstücke sind aus erdfarbener, leicht wellig geformter Bronze gefertigt und weisen vergoldete furchenähnliche Linienführungen auf, die sich vertikal vom Untergrund abheben. Da der Domaltar auch Reliquien von Heiligen enthält, sind die dargestellten Goldflüsse auch im Bezug zum Buch der Weisheit (Weish 3,1–6 ) zu interpretieren:

„Die Seelen der Gerechten aber sind in Gottes Hand, und keine Qual berührt sie; sie scheinen tot zu sein nach der Meinung der Toren, ihr Dahingang wird als ein Unglück angesehen und ihre Trennung von uns als eine Vernichtung; sie aber sind im Frieden. Denn wenn sie auch nach der Ansicht der Menschen gestraft wurden, so war doch ihre Hoffnung ganz vom Unsterblichkeitsglauben erfüllt; und nachdem sie eine kurze Leidenszeit überstanden haben, werden sie mit hohem Glück gesegnet werden, denn Gott hat sie nur geprüft und sie seiner würdig erfunden. Wie Gold im Schmelzofen hat er sie erprobt und wie die Gabe eines Ganzopfers sie angenommen. So werden sie denn zur Zeit ihrer Gnadenheimsuchung hell glänzen und wie Funken durch dürres Schilfrohr fahren.“

## Krypta
Die heutige Krypta entstand wie der Chor im 16. Jahrhundert. Sie wurde in den Jahren zwischen 1889 und 1900 restauriert. Der Kopf der großen „Graully“-Skulptur stammt noch aus dem 15. Jahrhundert (Bild weiter unten). Aus gleicher Zeit sind weitere in ihr zu findenden Statuen: Der heilige Blasius aus Stein, ein unbekannter Heiliger aus Holz und eine Madonna mit Kind (Holz bemalt).

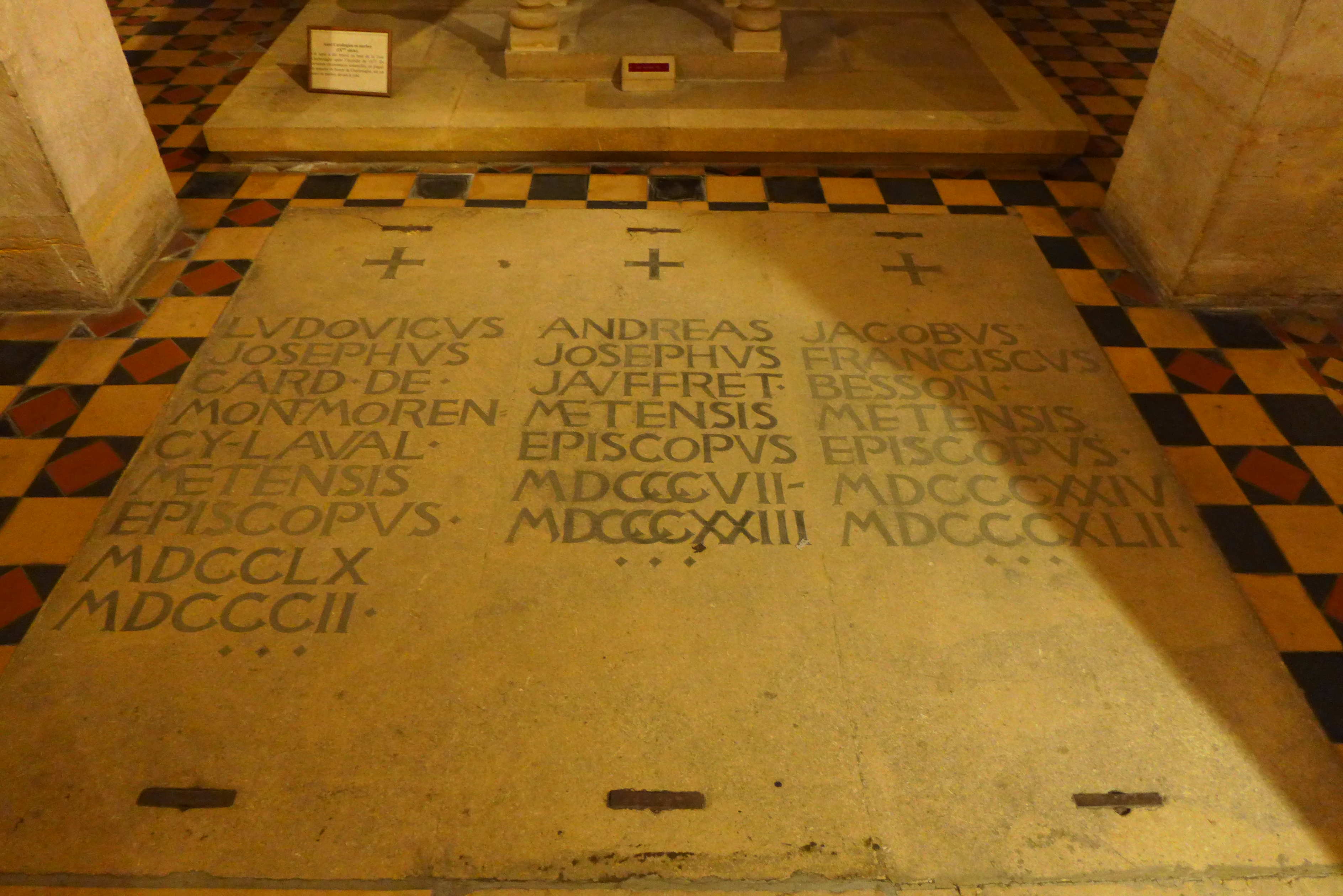
Grablege der Bischöfe

Der heilige Johannes der Täufer, ebenfalls aus Holz ist undatiert. Eine Bronzekopie der im Louvre befindlichen original Reiterstatue Karls des Großen stammt von 1882. Das Original, möglicherweise aus karolingischer Zeit, befand sich vor dem 18. Jahrhundert im Besitz der Kathedrale. Unter dem Chor sind Reste der romanischen Krypta des 11. Jahrhunderts. Kurios: Eine Säule ist umgedreht. Das Kapitel bildet die Basis. Am Fuß des karolingischen Altars sind sechs Gräber Metzer Bischöfe. Das Epitaph des in Maria Laach in der Eifel bestatteten Bischofs Willibrord Benzler schließt die Bischofsgedenkstätten ab. Weitere Grabinschriften an der rechten Wand beziehen sich auf Domherren, die in der Krypta bestattet wurden, alle aus dem 19. Jahrhundert.

## Glocken
Im Jahre 1412 wurde beschlossen, eine Glocke, die bereits im Jahr 1381 bestellt worden war, auf dem Südturm der Kathedrale zu installieren. Im Jahr 1418 wurde sie zum ersten Mal gegossen. 1479 wurde sie neu gegossen, dann wieder im Jahr 1605 zum letzten Mal erneuert. Die Glocke, genannt Mutte, wiegt 11 Tonnen und misst 2,32 m im Durchmesser. Sie klingt in fis°. Die anderen Glocken haben die Tonfolge a°, cis', e', fis', a'. Der Glockenstuhl besteht aus Holz.
Die fis'-Glocke wurde durch die Saarlouiser Glockengießerei im Jahr 1954 gegossen. Sie hat einen Durchmesser von 1113 mm und ein Gewicht von 850 kg.

## Orgeln
In der Kathedrale befinden sich insgesamt drei Orgeln: eine Hauptorgel, eine Chororgel sowie eine kleine sehr bemerkenswerte Renaissance-Orgel. Eine große Orgel an der Nordwand, die bis ins Mittelalter zurückreichte, wurde 1805 abgetragen.

### Hauptorgel

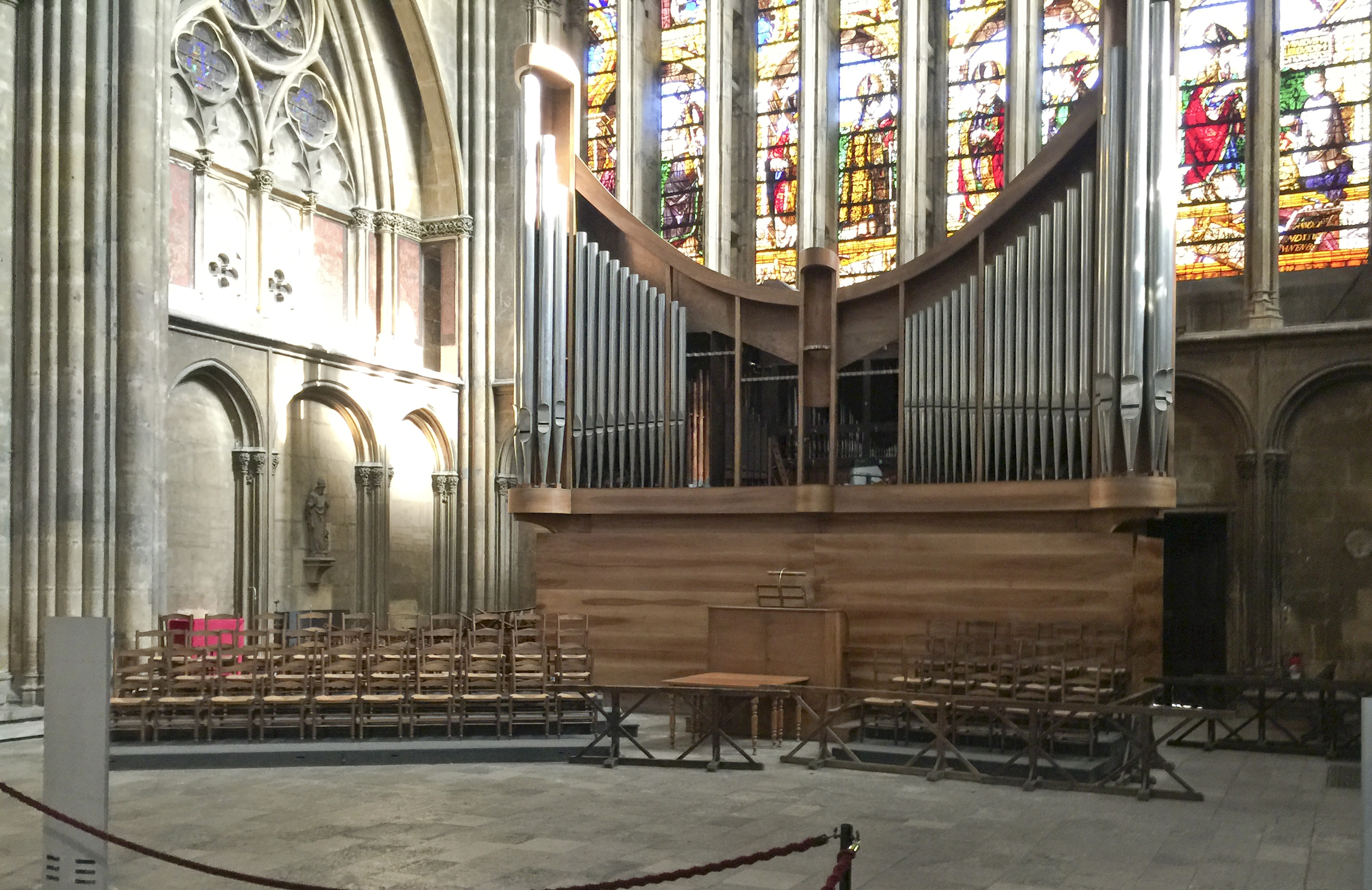
Hauptorgel

Die Hauptorgel der Kathedrale wurde 1970 durch die Firma Haerpfer & Erman unter Verwendung des Pfeifenwerks der früheren Hauptorgel von Aristide Cavaillé-Coll, Verschneider und Frédéric Haerpfer erbaut. Sie besitzt 27 Register auf zwei Manualen und Pedal. Die Spieltrakturen sind mechanisch, die Registertrakturen elektropneumatisch. Die Disposition ist wie folgt.
| I Grand Orgue C-g3 |                |         |
| 1.                 | Montre         | 16′     |
| 2.                 | Montre         | 08′     |
| 3.                 | Bourdon        | 08′     |
| 4.                 | Prestant       | 04′     |
| 5.                 | Nasard         | 02 ⁄3′  |
| 6.                 | Doublette      | 02′     |
| 7.                 | Tierce         | 01 3⁄5′ |
| 8.                 | Fourniture V 0 |         |
| 9.                 | Cymbale IV     |         |
| 10.                | Trompette      | 08′     |

| II Récit expressif C-g3 |                   |        |
| 11.                     | Principal conique | 08′    |
| 12.                     | Cor de nuit       | 08′    |
| 13.                     | Principal         | 04′    |
| 14.                     | Flûte à cheminée  | 04′    |
| 15.                     | Doublette         | 02′    |
| 16.                     | Larigot           | 01 ⁄3′ |
| 17.                     | Mixtur IV–VI      |        |
| 18.                     | Régale            | 16′    |
| 19.                     | Trompette         | 08′    |

| Pédale C-g1 |            |     |
| 20.         | Principal  | 16′ |
| 21.         | Soubasse   | 16′ |
| 22.         | Gemshorn   | 08′ |
| 23.         | Prestant   | 04′ |
| 24.         | Nachthorn  | 02′ |
| 25.         | Mixtur IV  |     |
| 26.         | Bombarde 0 | 16′ |
| 27.         | Trompette  | 08′ |

- Koppeln: II/I, I/P, II/P
- Spielhilfen: 1 freie Kombination, Tutti, Appel des anches Grand Orgue, Appel des anches Récit, Appel des anches Pédale

### Chororgel
1862 wurde durch die Orgelbaufirma Aristide Cavaillé-Coll eine kleine Orgel mit 20 Registern am heutigen Standort der Hauptorgel erbaut. 1882 wurde sie von Jean-Frédéric Verschneider um ein Pedal mit 6 Registern erweitert. 1934 erfolgte ein Neubau unter Wiederverwendung des Gehäuses und des Pfeifenwerks von Cavaillé-Coll und Verschneider durch Frédéric Haerpfer mit drei Manualen und 47 Registern auf elektrischen Schleifladen. Diese Orgel wurde 1962 aufgrund von Wasserschäden nach den Kriegseinwirkungen abgebaut. Beim Neubau der Hauptorgel durch Haerpfer & Erman 1970 wurde ein Teil des Pfeifenwerks verwendet. Die übrigen Register und zwei Windladen von Frédéric Haerpfer wurden 1980 durch Théo Haerpfer in einen Neubau mit 30 Registern auf zwei Manualen und Pedal integriert. Vom Gehäuse von Cavaillé-Coll wurde nur ein Torso der Prospektfront verwendet. Dieses Instrument fand als Chororgel Aufstellung hinter dem Hauptaltar. Die Spieltrakturen sind elektrisch, die Registertrakturen elektropneumatisch. Das Instrument hat folgende Disposition:
| I Grand Orgue C-g3 |                  |     |
| 1.                 | Bourdon          | 16′ |
| 2.                 | Montre           | 08′ |
| 3.                 | Bourdon          | 08′ |
| 4.                 | Prestant         | 04′ |
| 5.                 | Flûte à cheminée | 04′ |
| 6.                 | Doublette        | 02′ |
| 7.                 | Fourniture V     |     |
| 8.                 | Cornet V         |     |
| 9.                 | Trompette        | 08′ |
| 10.                | Voix humaine     | 08′ |
| 11.                | Clairon          | 04′ |
|                    | Tremblant        |     |

| II Récit expressif C-g3 |              |        |
| 12.                     | Principal    | 8′     |
| 13.                     | Bourdon      | 8′     |
| 14.                     | Gambe        | 8′     |
| 15.                     | Voix céleste | 8′     |
| 16.                     | Prestant     | 4′     |
| 17.                     | Flûte        | 4′     |
| 18.                     | Nazard       | 2 ⁄3′  |
| 19.                     | Quarte       | 2′     |
| 20.                     | Tierce       | 1 3⁄5′ |
| 21.                     | Cymbale III  |        |
| 22.                     | Trompette    | 8′     |
| 23.                     | Cromorne     | 8′     |
|                         | Tremblant    |        |

| Pédale C-f1 |               |     |
| 24.         | Contrebasse 0 | 16′ |
| 25.         | Soubasse      | 16′ |
| 26.         | Flûtebasse    | 08′ |
| 27.         | Principal     | 04′ |
| 28.         | Basson        | 16′ |
| 29.         | Trompette     | 08′ |
| 30.         | Clairon       | 04′ |

- Koppeln:
  - Normalkoppeln: II/I, I/P, II/P
  - Suboktavkoppeln: II/I
  - Superoktavkoppeln: II/I
- Spielhilfen: 2 feste Kombinationen, Zungengeneralabsteller, Zungenabsteller Grand Orgue, Zungenabsteller Récit expressif, Zungenabsteller Pédale

### Renaissance-Orgel

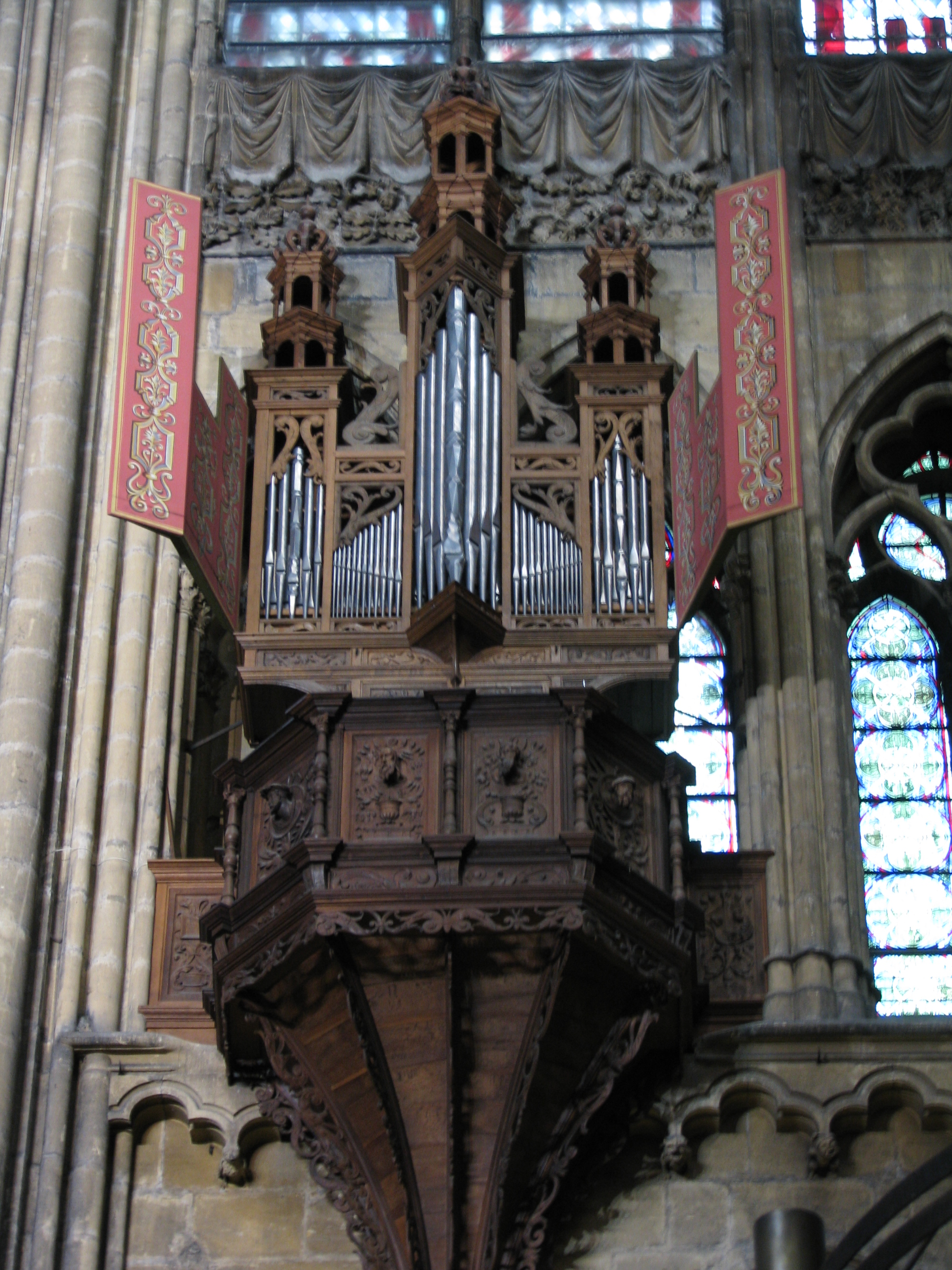
Renaissance-Orgel

Die Renaissance-Orgel geht zurück auf ein Instrument, das von dem Orgelbauer Jean de Trèves (Johann von Promsfeldt) aus Verdun im Jahre 1537 erbaut worden war. Von diesem historischen Instrument sind nur noch einige wenige Teile des Orgelgehäuses vorhanden. Die Orgel wurde mehrfach umgebaut, und 1936 durch den Orgelbauer Frédéric Haerpfer rekonstruiert, und noch einmal, im Jahre 1981, durch den Orgelbauer Marc Garnier. Das Instrument hat heute 10 Register auf zwei Manualen und Pedal. Die Spiel- und Registertrakturen sind mechanisch.
| I Clavier principal CDEFGA–c3 |                   |        |
| 1.                            | Montre            | 8′     |
| 2.                            | Grosse Flûte      | 8′     |
| 3.                            | Prestant          | 4′     |
| 4.                            | Quinte            | 2 ⁄3′  |
| 5.                            | Traversine        | 2′     |
| 6.                            | Tiercelette       | 1 3⁄5′ |
| 7.                            | Fourniture III–IV |        |
| 8.                            | Cymbale II–III    |        |
| 9.                            | Trompette         | 8′     |

| II Second clavier CDEFGA–c3 |        |    |
| 10.                         | Régale | 8′ |

| Pédale CDEFGA–d1 |                     |    |
| 11.              | Trompette (= Nr. 9) | 8′ |

- Koppeln: II/I, I/P

## Domschatz

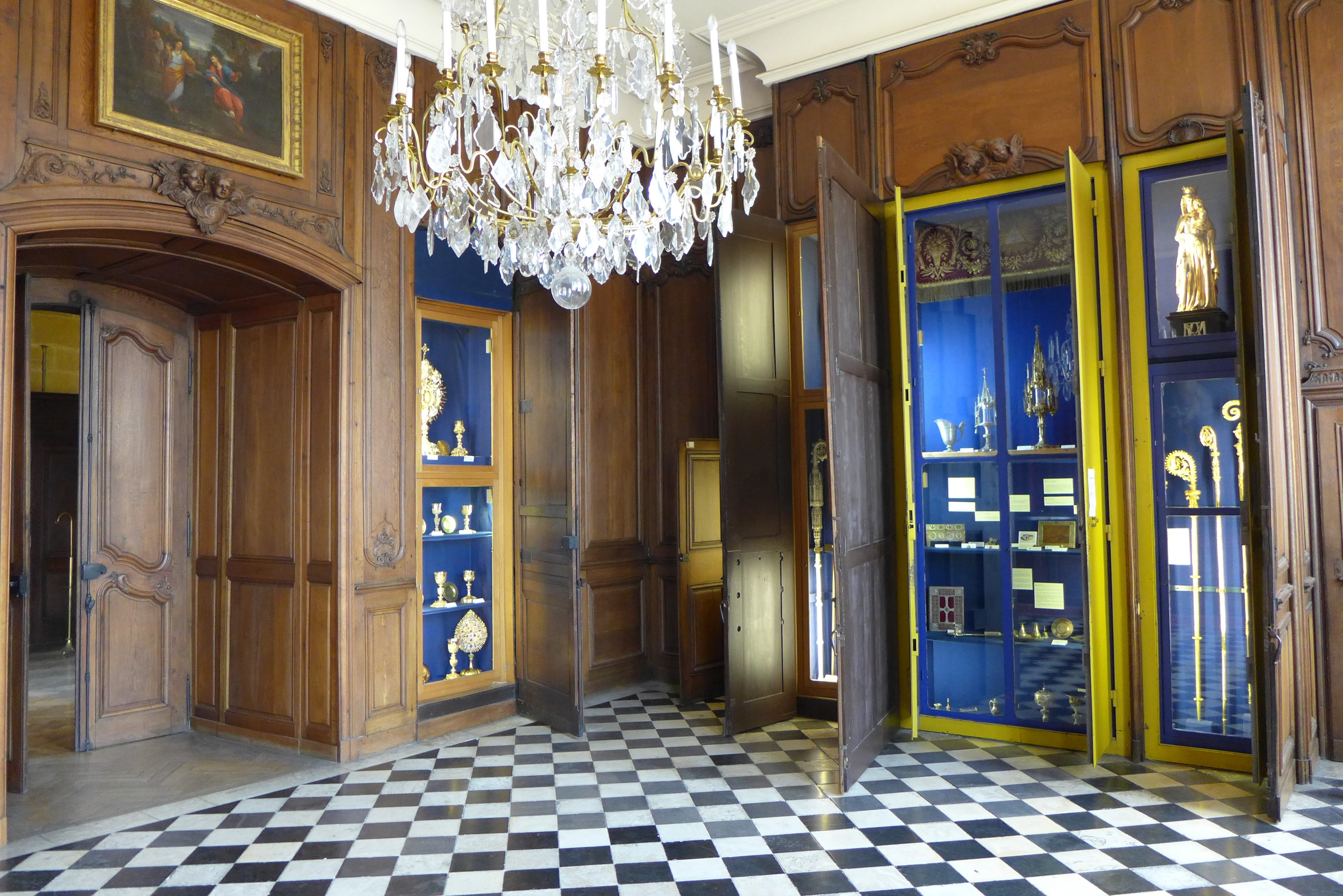
Sakristei des Metzer Domes mit geöffneten Tresorschränken
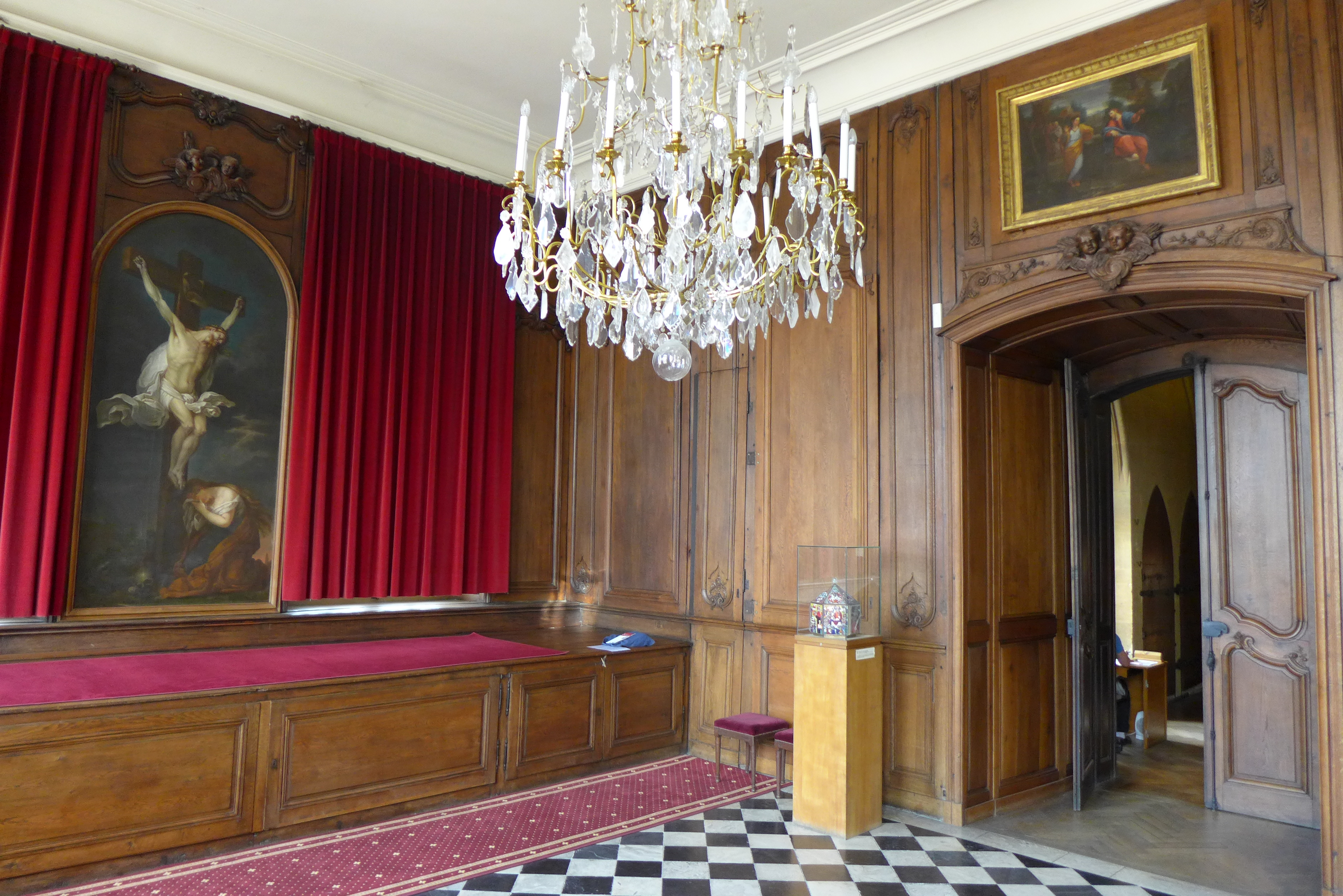
Sakristei, Blick zum Vorbereitungstisch
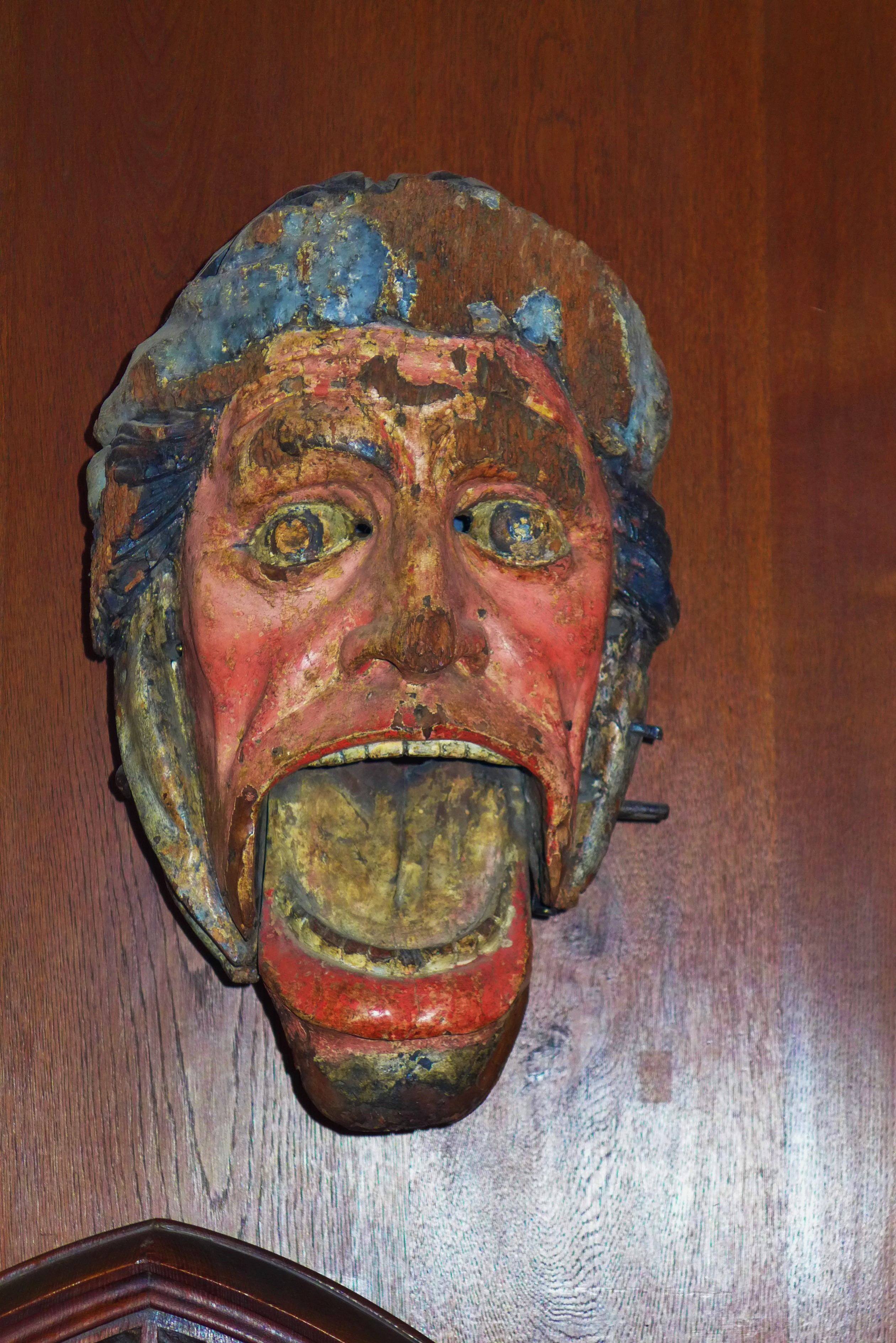
Kopf des „Gueulard“
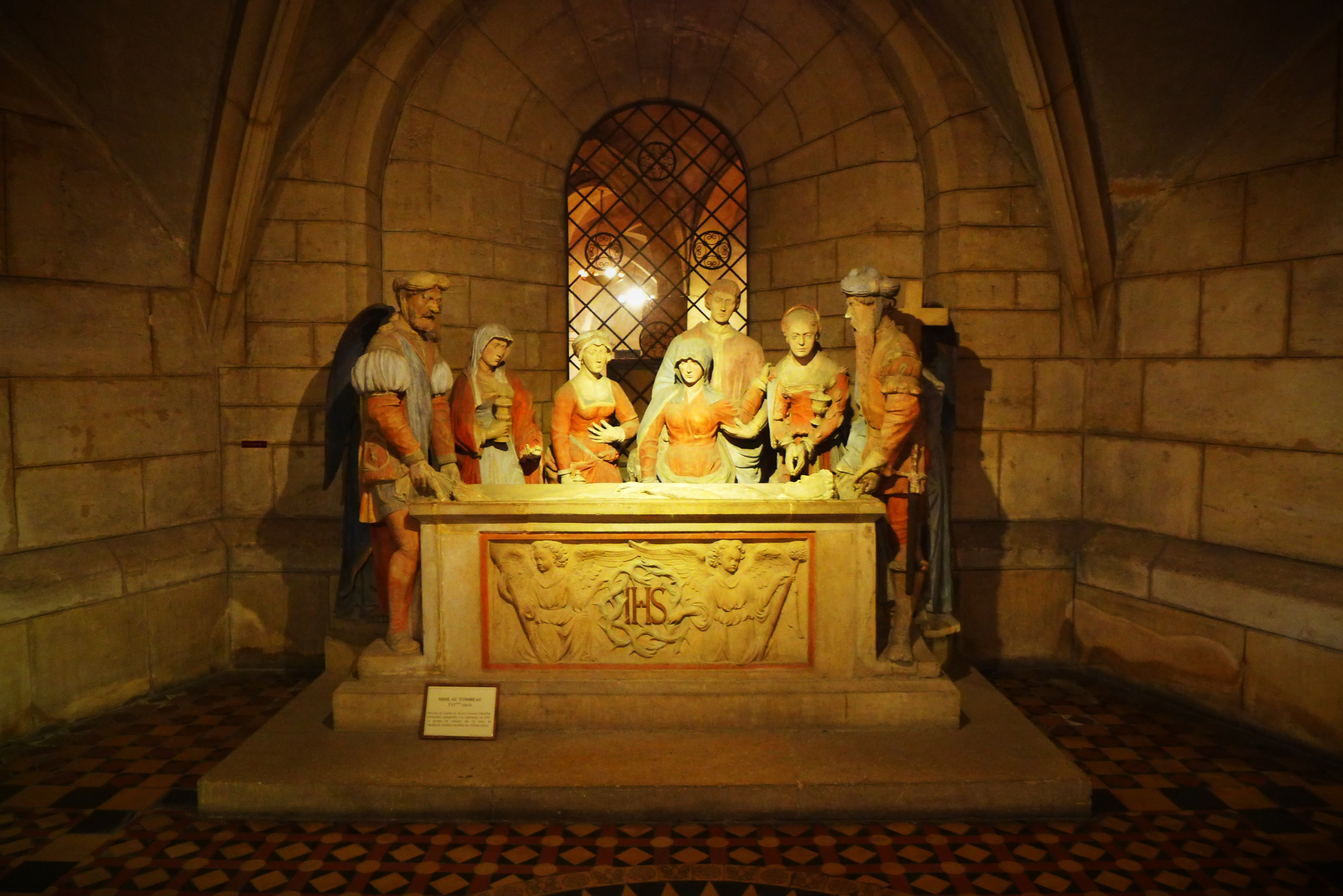
Metzer Domkrypta, Grablegungsszene
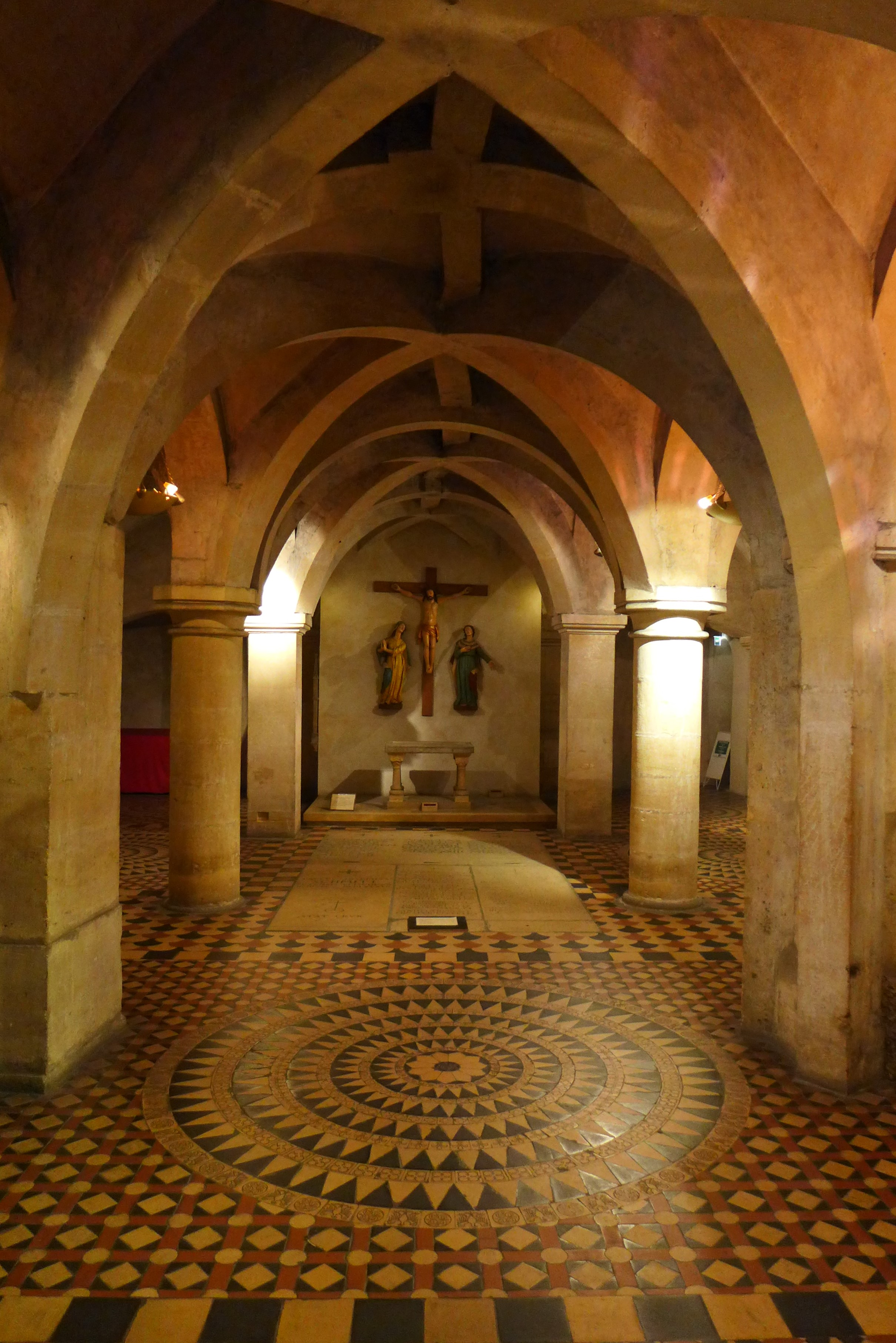
Metzer Domkrypta, Grabkapelle der Metzer Bischöfe
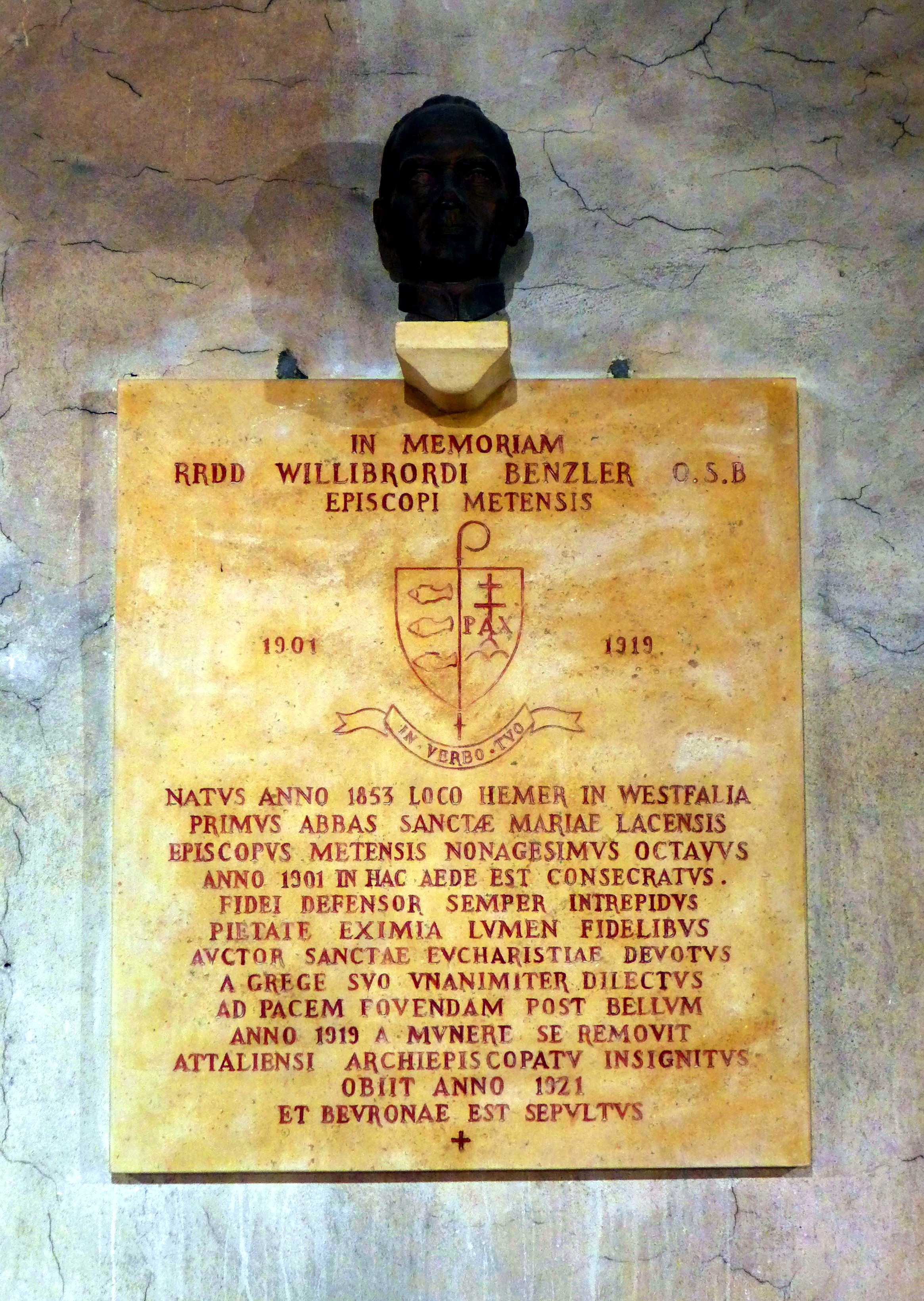
Metzer Bischofsgrablege, Gedenktafel für Bischof Willibrord Benzler

Der Domschatz der Metzer Kathedrale wird in der Sakristei und der Krypta aufbewahrt. Der Vorraum der Sakristei wurde um das Jahr 1518 fertiggestellt. Eisenbeschlagene Schränke aus dem 16. Jahrhundert dienten ursprünglich zur Aufbewahrung des Domschatzes. Im 18. Jahrhundert wurde die Sakristei im Auftrag des Domkapitels um einen größeren Raum erweitert. Die Wände des Raumes sind mit Eichenvertäfelungen im Louis-quinze-Stil verkleidet. Über dem Vorbereitungstisch hängt eine Darstellung der Kreuzigung Christi mit der heiligen Maria Magdalena. Es handelt sich um eine unsignierte Kopie eines Werkes von Charles Monet, die dem Domkapitel im Jahr 1765 gestiftet wurde. Ein weiteres Gemälde stellt Jesus im Tempel dar und stammt vom Ende des 18. Jahrhunderts.
Das älteste Stück des Domschatzes ist ein legendenumrankter Ring, den vermutlich Bischof Arnulf, ein Vorfahr Karls des Großen, zu Beginn des 7. Jahrhunderts trug. Am kostbarsten ist der sogenannte „Mantel Karls des Großen“, ein aus purpurfarbener Seide gewebter Radmantel, der im 12. Jahrhundert in Konstantinopel gefertigt wurde. Die prächtigen goldbestickten Adler und Drachen in üppigem Gerank zeichnen ihn als imperialen Zeremonialumhang aus. Die später hinzugefügte Kapuze stellt die Kreuzigung Jesu dar. Der Mantel wurde im 16. Jahrhundert verändert und zeigt seitdem auch Darstellungen der Leidenswerkzeuge der Passion Jesu. Aufgrund seiner Lichtempfindlichkeit ist der Mantel nur zu besonderen Anlässen ausgestellt.
An der Wand der Sakristei hängt der sogenannte „Gueulard“ (deutsch: Schreihals), ein holzgeschnitzter Kopf als Rest der großen Domorgel von 1470. Die Figur konnte den Mund öffnen, die Zunge herausstrecken und die Augen rollen, wenn der Organist das Register „Vox humana“ zog.
Ursprünglich befand sich im Domschatz auch eine kleine Reiterstatuette Karls des Großen aus der Zeit des späten 9. Jahrhunderts. Die im Domschatz in der Krypta gezeigte Metallplastik ist eine Kopie aus dem Jahr 1882, denn das Original befindet sich heute im Louvre in Paris. Von Bedeutung ist die Statue deshalb, da sie ein angeblich lebensnahes Porträt des Kaisers zeigen soll. Kostbare karolingische Handschriften der Metzer Kathedrale wurden auf Veranlassung von Jean-Baptiste Colbert im Jahr 1674 und auf Befehl Napoleons im Jahr 1802 in die Nationalbibliothek in Paris gebracht. Unter dem Druck der Umstände sah sich damals das Domkapitel veranlasst, die kostbaren Texte als „Geschenke“ abzugeben. In der Französischen Revolution wurde der Domschatz massiv geplündert, sodass man im 19. Jahrhundert große Mühen aufwandte, um die Domliturgie wieder mit verschiedenen Vasa sacra auszustatten. So werden im Domschatz zahlreiche Kelche, Monstranzen, Bischofsstäbe und Kruzifixe gezeigt.
Im Vorraum der Krypta hängt an der Decke der Drache Grauli (Kopf aus dem 15. Jahrhundert, Körper im Jahr 1864 erneuert). In der Krypta sind darüber hinaus Modelle, Zeichnungen und Fotos ausgestellt, die die verschiedenen Entwicklungsphasen der Metzer Kathedrale sowie ihrer Umgebung dokumentieren. Ebenso sieht man Modelle der berühmtesten französischen Kathedralen der Gotik und zahlreiche Heiligenfiguren.

## Sonstige Ausstattung
Das aus einem Stein gehauene Porphyrbecken stammt noch aus einer römischen Therme. Zu Zeiten der Immersionstaufe diente es als Taufbecken. Napoleon wollte es seiner Gattin Josephine schenken. Es gelang jedoch Bischof Jauffret es in der Kathedrale zu bewahren. Unmittelbar daneben die Statue „Unserer Lieben Frau der Barmherzigkeit“ aus dem 16. Jahrhundert. Die Fenster der Ostfassade, darunter die große Fensterrose sind aus dem 14. Jahrhundert und ein Werk des Hermann von Münster, der 1392 in Metz verstorbenen ist und am Fuße der großen Rose seine letzte Ruhestätte fand. Das hierzu gehörige Epitaph ist in unmittelbarerer Nähe. Von des Meisters Lebenswerk blieb, obwohl das untere Register 1764 anlässlich der Errichtung des Portals von Bondel verschwand, eine Glasfläche von immerhin 350 m² erhalten. Die große Fensterrose misst einen Durchmesser von 11,25 Meter.

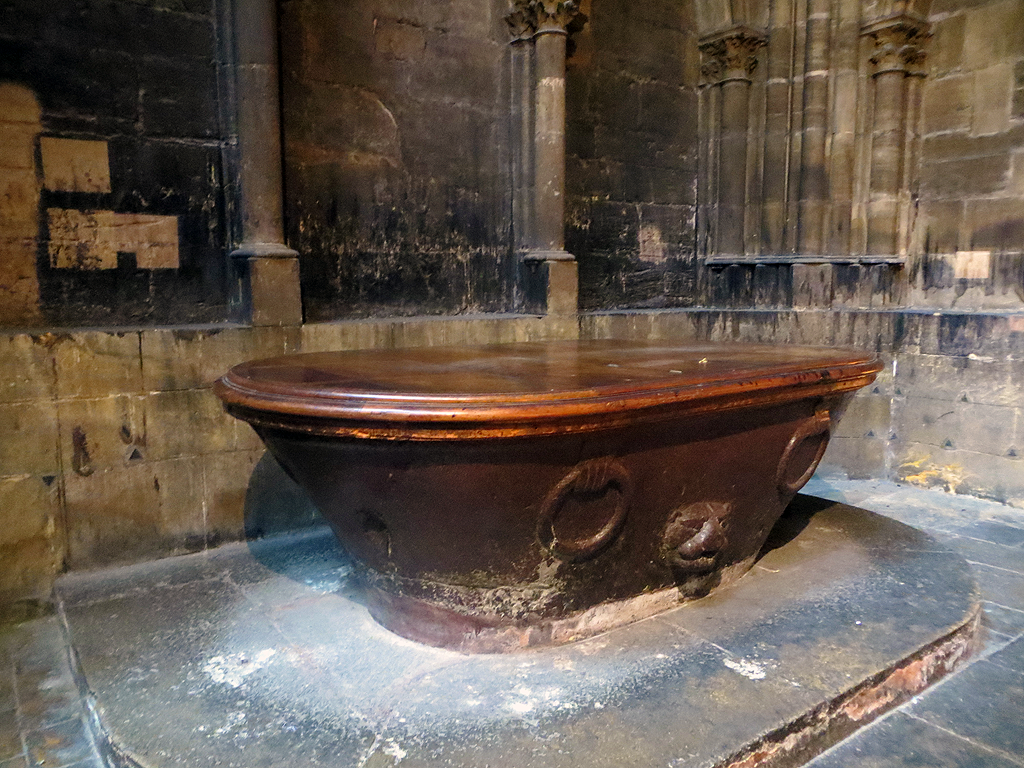
Porphyrbecken

## Dom-Sagen und Legenden
Im Zusammenhang mit dem Metzer Dom werden folgende Sagen überliefert:

### Der heilige Bischof Clemens und der Drache Grauli

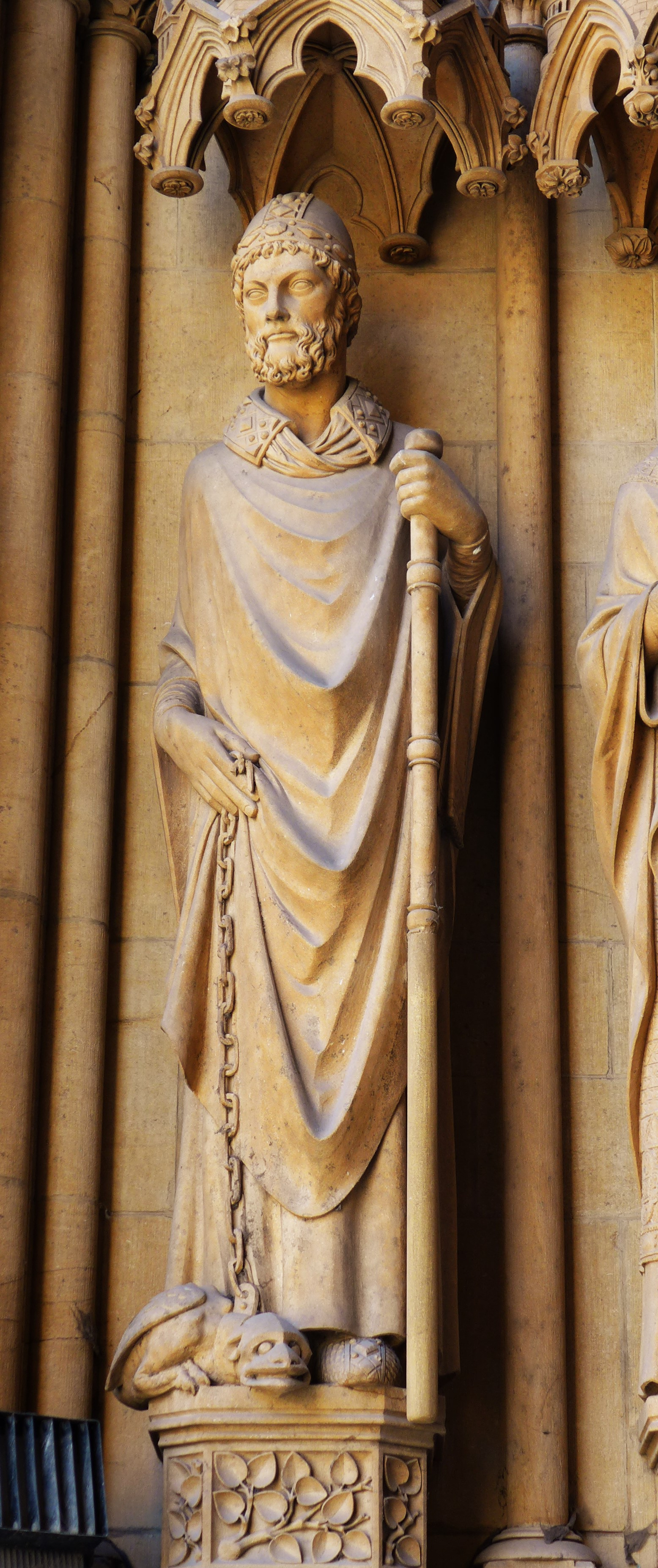
Statue des heiligen Clemens von Metz mit dem Drachen Graully am Marienportal des Metzer Stefansdomes

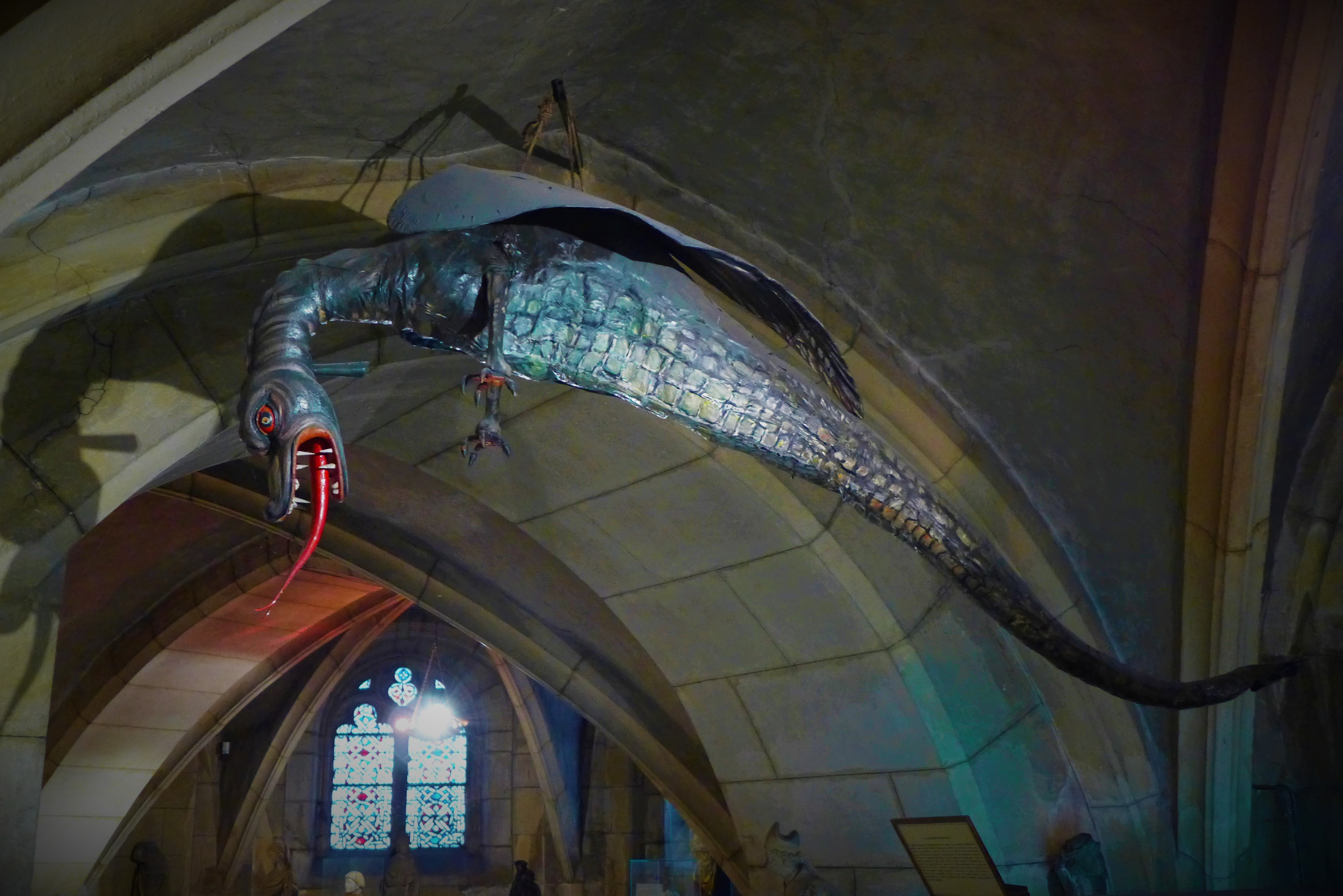
Grauli-Figur am Gewölbe der Metzer Domkrypta

Der böse Grauli (vom deutschen Wort „graulich“) war ein Drache, der in den Ruinen des alten römischen Amphitheaters der Stadt Metz zusammen mit einer unglaublichen Menge giftiger Schlangen sein Unwesen trieb. Die Untiere vergifteten die ganze Umgebung mit ihren Ausdünstungen, so dass jedermann, der sich näherte oder die Stadt verließ, sein Leben aufs Spiel setzte. In dieser bedrohlichen Lage versprach der auf Geheiß des heiligen Petrus aus Rom nach Metz gekommene heilige Clemens, das Volk von Metz zu retten, wenn es der Anbetung der falschen heidnischen Götzen abschwören würde und allein Jesus Christus dienen wolle. Die Bewohner von Metz schlugen alsbald in die Bedingung ein. Sobald sich der Heilige dem alten Amphitheater näherte, zischten die Schlangen und schnellten aus ihren Schlupfwinkeln hervor, um den Mann Gottes zu verschlingen. Da schlug der heilige Clemens das Kreuzzeichen über die Bestien und konnte dadurch ihre Macht bannen. Der Missionar griff die größte und giftigste unter ihnen, den Grauli, band sie an seine Stola und führte sie zusammen mit dem übrigen Schlangengewimmel bis zum Ufer der nahen Seille. Hier befahl er dem Grauli und seinem Schlangengezücht, auf der Stelle das Weite zu suchen und die Bewohner der Stadt nie mehr zu belästigen. Das Ungeheuer folgte ihm aufs Wort und warf sich mitsamt seiner Brut in die Fluten. Nachdem die Bestien von den Wassern der Seille fortgetragen worden waren, bekehrten sich alle heidnischen Bewohner von Metz angesichts dieses Wunders zum Christentum und ließen sich vom heiligen Clemens taufen. Anstelle des alten Amphitheaters errichtete der Missionar eine erste Kirche und wurde der erste Bischof von Metz. Nach dem Hunnensturm des Jahres 451 verlegte man die Bischofskirche in die ab 415 errichtete Stephanskirche, an deren Stelle der heutige Metzer Dom steht. Ein Modell des Drachen Grauli, das bei Prozessionen durch die Stadt geführt wurde, ist heute in der Krypta der Kathedrale von Metz zu sehen. Der Kopf des Drachen stammt aus dem 15. Jahrhundert, der Leib wurde im Jahr 1864 ersetzt.

### Der Dombaumeister und der Teufel

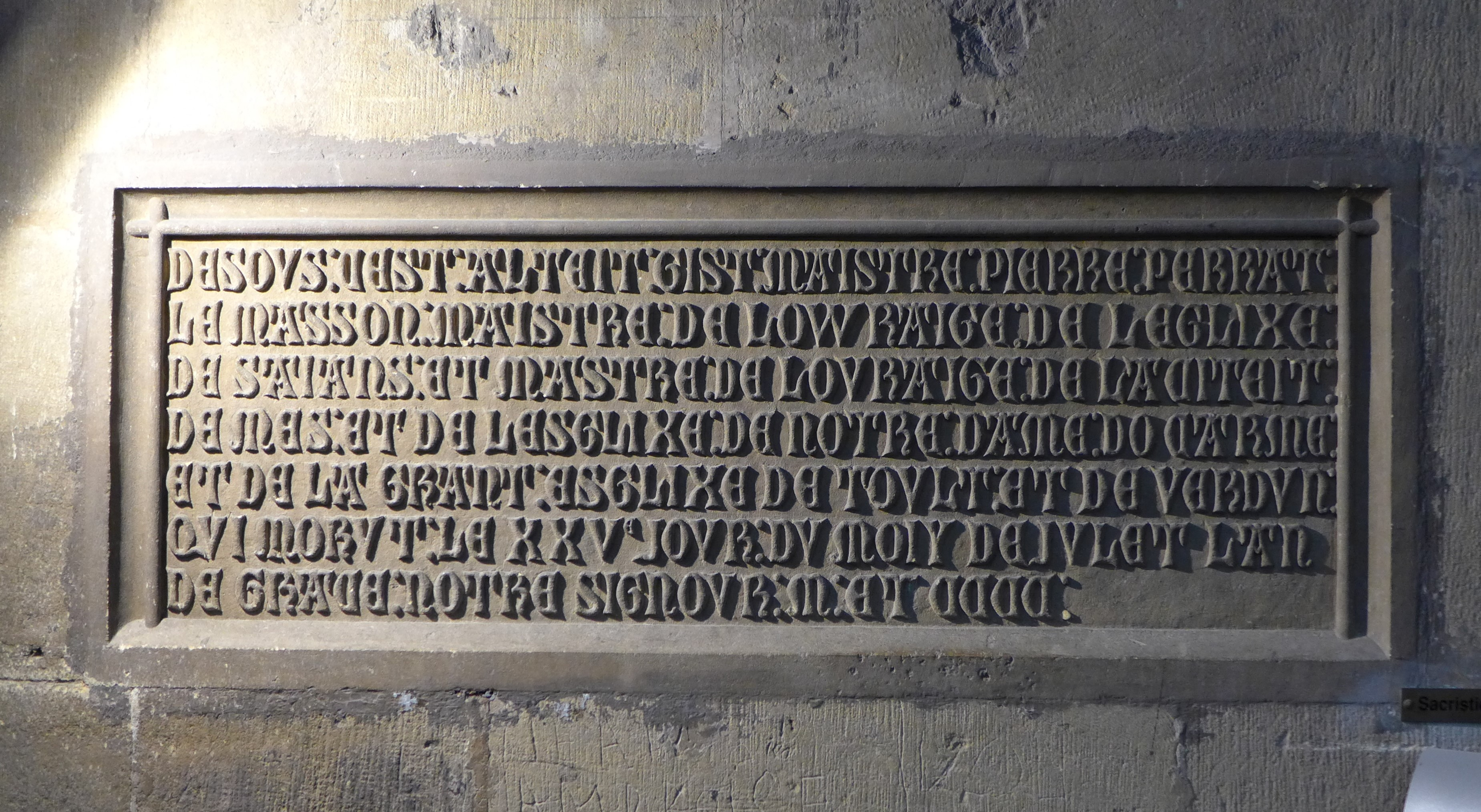
Metzer Dom, Grabplatte des Dombaumeisters Pierre Perrat, Die Inschrift lautet in deutscher Übersetzung: Unter diesem Altar ruht Meister Pierre Perrat, der Maurer, Meister der hiesigen Dombauhütte und Stadtbaumeister von Metz und der Liebfrauenkirche zum Karmel (Metzer Marienstiftskirche) sowie der großen Kirchen von Toul und Verdun. Er starb am 25. Tag des Monats Juli im Jahr der Gnade unseres Herrn 1400.

Der Metzer Dombaumeister Pierre Perrat war gerade in das Studium der Baupläne des neu zu errichtenden Domes vertieft, als ein Männlein in seiner Stube erschien, geschwind den Entwurf einer neuen Kathedrale zeichnete, diese dem verwunderten Baumeister zeigte und sogleich wieder auswischte. Dombaumeister Perrat bat darauf den Fremden, ihm bei der Errichtung des neuen Metzer Domes zu helfen. Das Männlein versprach die erbetene Hilfe und zückte sofort ein Pergament, das er dem Baumeister als Gegenleistung zur Unterschrift vorlegte. Ohne viel zu überlegen, unterschrieb Perrat hastig den Kontrakt und hatte fortan keinerlei Schwierigkeiten mehr bei der Errichtung der neuen Domkirche.
Als Perrat starb, wurde sein Sarg in eine Innenwand der neuen Kathedrale eingelassen. Nach einiger Zeit erschien das Männlein des Nachts wieder in Metz, berief sich auf den Kontrakt mit der Unterschrift Perrats und forderte hämisch grinsend die Aushändigung des Leichnams, um dessen Seele habhaft werden zu können. Doch der am Grab wachehaltende Erzengel Michael entgegnete dem Männlein, dass er die Seele Perrats erst mitnehmen könne, wenn dieser in der Erde begraben sei. Da Perrat aber nicht begraben sei, habe das Männlein keine Rechte auf die Seele des Baumeisters. Sich die Haare raufend, jammernd und unter Zurücklassung eines starken Schwefelgestanks habe sich das Männlein, in Wirklichkeit der leibhaftige Teufel, daraufhin von dannen gemacht.

### Der heilige Bischof Arnulf und der Ring

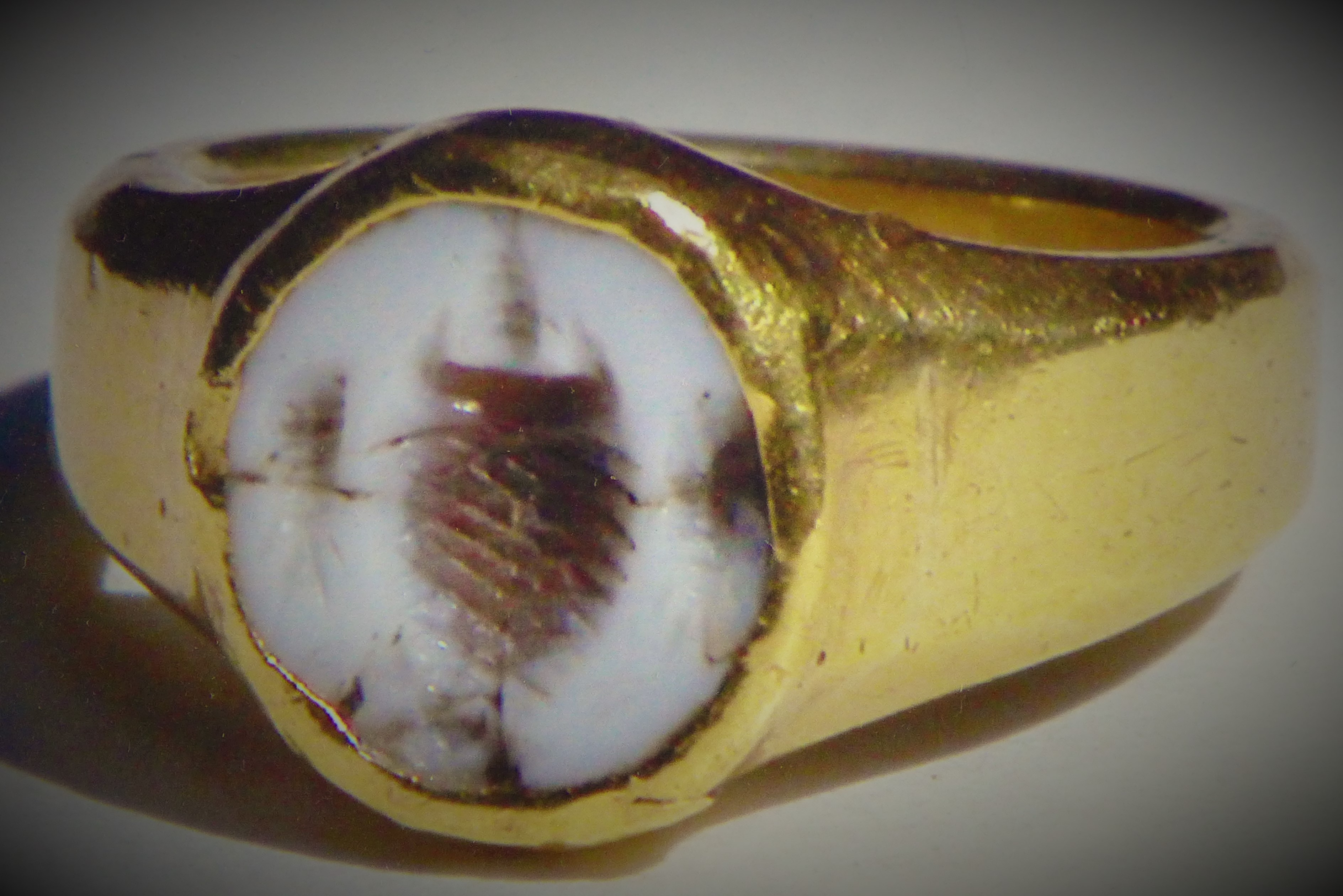
Der goldene Ring des heiligen Bischofs Arnulf im Metzer Domschatz

Die Legende erzählt, das der heilige Arnulf vor der Besteigung des bischöflichen Thrones von Metz voller Selbstzweifel angesichts seiner Unvollkommenheit über die Moselbrücke ging, seinen Ring in den Fluss warf und darum bat, den Ring als Zeichen der Vergebung seiner Sünden zurückzuerhalten. Nach langer Zeit brachte ein Fischer dem Heiligen einen von ihm gefangenen Fisch. Als man den Fisch zum Braten ausnahm, fand sich in den Eingeweiden der Ring, den Arnulf in die Mosel geworfen hatte. Arnulf trug angesichts dieses gottgewirkten Wunders Tag und Nacht ein raues Kleid zur Buße und fastete häufig. Hintergrund der Angst des Bischofs war, dass er während seiner Zeit als Politiker, als er noch nicht Bischof von Metz war, zahlreiche Verstöße gegen die christliche Ethik begangen hatte. So wird ihm eine Mitschuld am grausamen Ende der austrasischen Königin Brunichild zugeschrieben. Der Bischofsring wird heute in der Domschatzkammer aufbewahrt. Er besteht aus schwerem Gold. Bei dem eingelassenen Halbedelstein handelt es sich um einen milchigen Karneol. Darin eingraviert ist ein Fisch in einer Reuse, der von zwei kleineren Fischen umschwommen wird. Der Ring aus Gold stammt vermutlich aus dem siebten Jahrhundert, der Stein dürfte im fünften Jahrhundert geschliffen worden sein.

## Metzer Domwerk
Das Metzer Domwerk (L’Œuvre de la Cathédrale de Metz) ist eine gemeinnützige Organisation zur Förderung der Kathedrale von Metz. Der Verein wurde am 21. März 1885 durch den Metzer Bischof Dupont-des-Loges gegründet. Sein ursprüngliches Ziel war es, das öffentliche Interesse an der Mutterkirche der Diözese zu wecken, um deren Erhalt und Restaurierung zu fördern. Seit seiner Gründung am Ende des 19. Jahrhunderts förderte das Metzer Domwerk Projekte wie die Restaurierung bzw. den Neubau des Liebfrauenportals, des großen Hauptportals, die Installation von Zentralheizung und Beleuchtung, die Wiederherstellung der großen Sakristei oder die Wiederherstellung der Hängeorgel. Darüber hinaus gibt das Domwerk Publikationen über die Kathedrale in mehreren Sprachen heraus und bietet Domführungen an. Dabei unterstützt das Domwerk den französischen Staat bei der Unterhaltung des Metzer Domes. Das jüngste Projekt des Domwerkes war die Ausstattung des Metzer Domes mit Prinzipalien des Schweizer Künstlers Mattia Bonetti im Jahr 2006. Momentan hat das Domwerk etwa fünfhundert Mitglieder.